# Pornografía

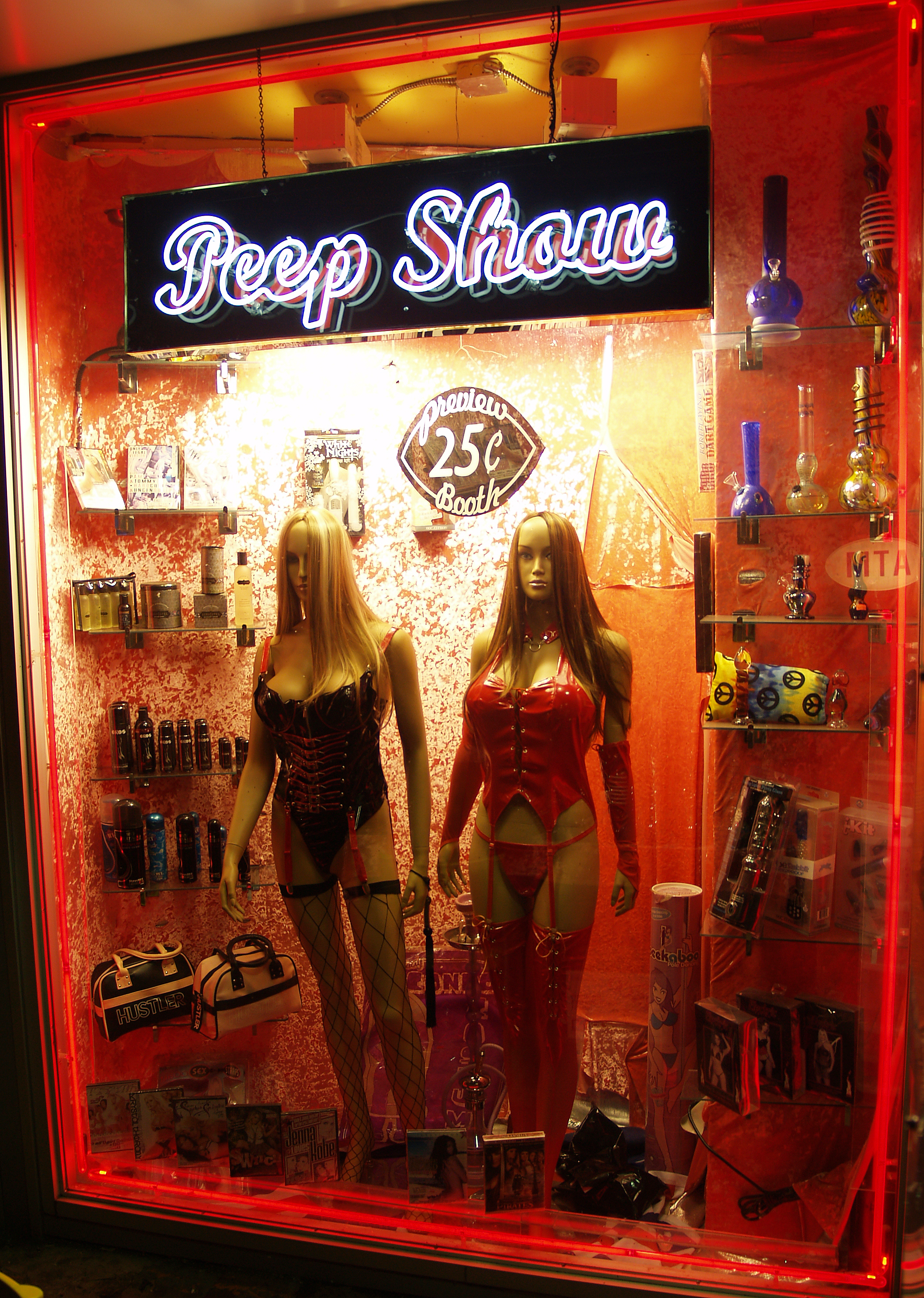
Espectáculo pornográfico anunciado a la entrada de una sex shop.

El término pornografía o porno (en su forma abreviada) hace referencia a todo aquel material que representa actos sexuales o actos eróticos con el fin de provocar la excitación sexual del receptor. Desde la década de 1970, el cine pornográfico se ha desarrollado hasta convertirse en el género erótico más típico. A veces «pornografía» se entiende como «cine pornográfico», aunque en absoluto han desaparecido la literatura y el arte eróticos (véase historia de las representaciones eróticas).
La pornografía se manifiesta a través de una multitud de plataformas, tales como la animación, el cine, la escultura, la fotografía, la historieta, la literatura o la pintura, y ha logrado un gran auge en los medios, como las revistas pornográficas e inclusive el audio (sexo telefónico), y últimamente en Internet.
Existen 33 países en el mundo que bloquean totalmente el acceso a la pornografía en Internet, mientras que 28 imponen restricciones.

## Etimología
El vocablo «pornografía» es un neologismo. Compuesto de las palabras griegas πόρνη (pórnē, 'prostituta') y γράφ- (gráph-, 'lo escrito') y el sufijo -ία (-ía, que forma abstracciones, 'estados de' o 'sobre' algún tema), tiene por lo tanto el significado de «descripción o ilustración de las prostitutas o de la prostitución». El uso más antiguo constatado data de la década de 1800, en francés (pornographie).

## Historia

El XXX es utilizado para designar material pornográfico.

La pornografía y las representaciones eróticas se remontan a la antigüedad de la civilización, a tiempos tan antiguos y primitivos de la historia humana como la era del Paleolítico. El concepto moderno de la pornografía, que prevalece en nuestros días, se define a partir de la comercialización masiva de material erótico en el siglo XIX durante el periodo de la Época Victoriana, abandonando su carácter erótico-artístico y público aristocrático, o al menos rico, y valiéndose de la producción en masa que definió la Segunda Revolución Industrial. La pornografía moderna consigue su mayor presencia a partir de la revolución sexual (Edad de Oro del porno) durante los años 1970, hasta la actualidad.

### Antecedentes

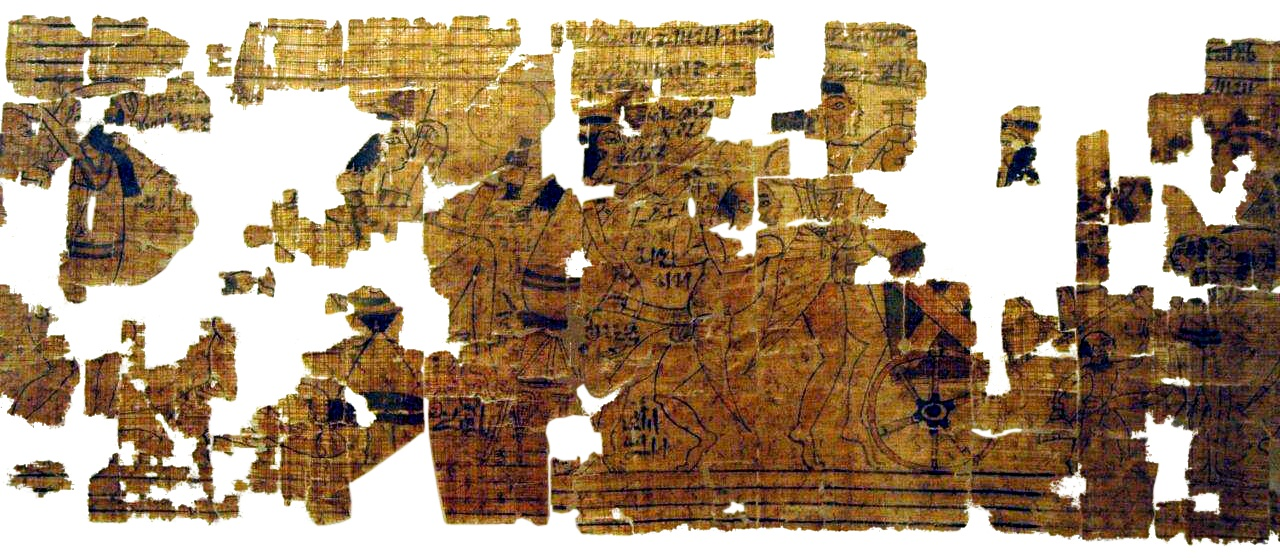
Papiro erótico y satírico de Turín, donde se puede apreciar escenas pornográficas con supuestas prostitutas. Der el-Medina, Reino Nuevo, Dinastía XX, Egipto (1186 - 1070 a. C.). Artículo C.2031 del Museo de Turín.

En la sociedad primitiva del homo sapiens nómada, perteneciente al periodo Paleolítico, se desarrolla el pensamiento mágico y las bases empíricas como fundamentos de las religiones primitivas, basando el creacionismo humano en lo que se observaba de las capacidades reproductivas animales. En las tribus primitivas se establece el culto totémico hacia las estructuras anatómicas dedicadas a la procreación; el culto hacia el útero (objeto de culto debido a su capacidad de retener al feto y su alumbramiento) y el culto fálico (considerado como "depositante de vida"). Basándose en los cultos antiguos, se asume que los figurines paleoíticos de Venus, como la Venus de Willendorf, evocan la admiración humana por los genitales, la maternidad, la fertilidad y el erotismo, a través de mamas y nalgas de proporciones exageradas, con una posible intención de representar pornografía.
En las culturas clásicas de la India se sobreentendían las virtudes de la sexualidad en varias de sus formas como el matrimonio, la masturbación, el sexo grupal, la poligamia y la homosexualidad. Se entendía que el sexo, especialmente en filosofías como el Tantra, era parte de la divinidad natural humana y, en ocasiones, representaba un camino hacia la iluminación espiritual. De acuerdo a las visiones religiosas del hinduismo, el budismo y el jainismo, gran parte de las prácticas religiosas y filosofías espirituales magnificaban la importancia de la actividad sexual a través de prácticas y relatos con fuertes tintes eróticos; como el Ashvamedha Yajna del Rigveda. El Kama Sutra, de Vatsyayana (c. 400-200 a. C.) es el epítome de la sexualidad de la India antigua, un libro que describe las prácticas sexuales que se consideraban ideales para una pareja heterosexual en matrimonio.

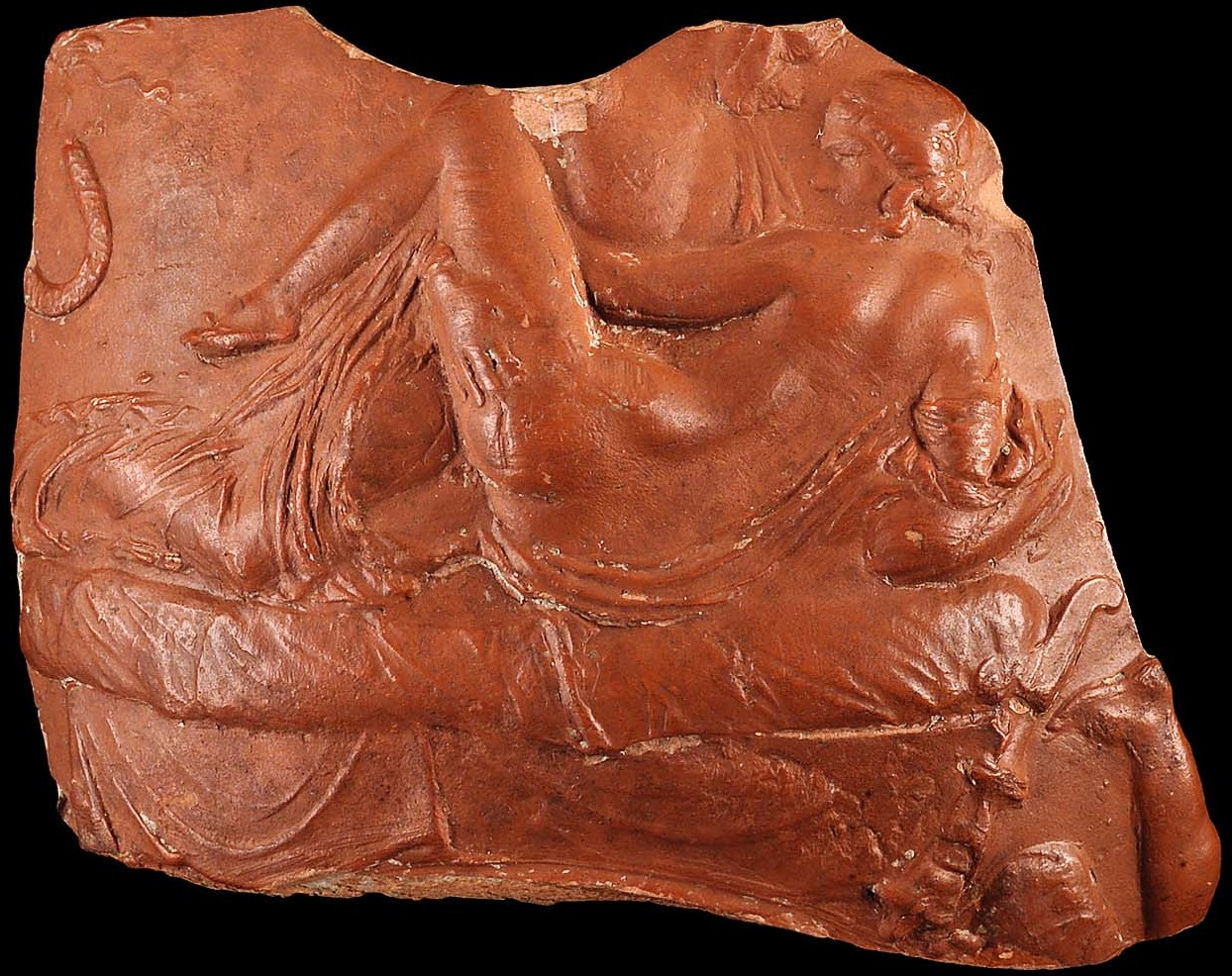
Fragmento de Cerámica Arretina que muestra a dos amantes en la cama, Período imperial temprano romano, Museo De Finas Artes De Boston.

La sociedad de la India antigua estaba acostumbrada a la sexualidad y al nudismo, al grado de plasmarlo en gran parte del arte sagrado que adornaba los centros ceremoniales. En los relieves exteriores que adornan Khajuraho es posible observar distintas representaciones sexuales que representan la sexualidad humana y la sexualidad entre deidades. Los poemas épicos Ramayana y Mahabharata (c. 1500 A.C.) contenían varias alusiones eróticas y ambos fueron determinantes en la construcción de las sociedades sexualizadas del Oriente antiguo, influyendo directamente en las políticas y morales sexuales de la cultura japonesa, la cultura china y las culturas tibetanas. En China, los primeros manuales sexuales y poemas eróticos datan de 200 A.C., basados en las visiones teológicas sobre la complementación de géneros y fuertemente influenciados por los textos de la cultura india, asimismo, aparecen las representaciones gráficas del sexo en el arte popular tradicional como la pintura y la cerámica.

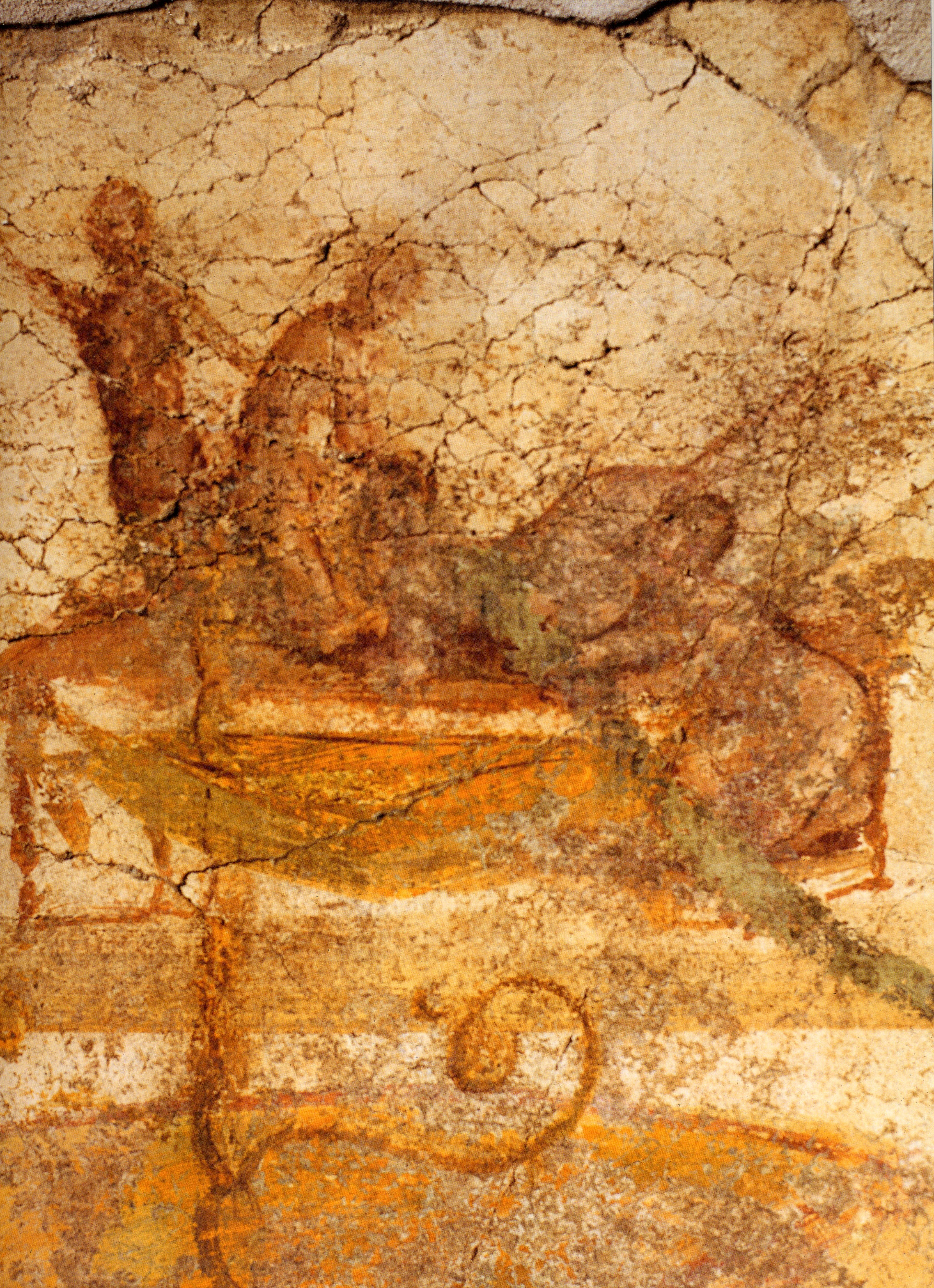
Escena VII del famoso mural que muestra variantes de las relaciones sexuales. Cuarteto de dos hombres y dos mujeres en cama. El hombre de la izquierda penetra al hombre a su derecha, quien recibe la felación de la mujer, quien a su vez recibe el cunnilingus de la mujer más a la derecha. La mujer de la derecha se muestra en posición de «estilo perrito». Los parches de color verde oscuro son restos del repintado de la pared. Fresco erótico de la antigua ciudad Romana de Pompeya.

Las sociedades clásicas en la Antigua Grecia y el antiguo Imperio romano adoptaron a la sexualidad humana como base de la expresión artística. En el arte clásico, se retoma una fuerte fijación artístico-estética por la representación de los seres mitológicos y la representación del cuerpo humano, donde el cuerpo femenino representaba los atributos de la belleza y la fertilidad, y el cuerpo masculino representaba los atributos de la fuerza y la virilidad. Dentro de la mitología griega figuraban deidades y relatos que se introducían a la «sexualidad divina» y que recurrían a temas como la poligamia, la homosexualidad, la pederastia, el abuso sexual, las relaciones amo-esclavo, el sexo grupal, el transgénero, la intersexualidad y la bestialidad. El arte clásico era frecuentemente falocéntrico, pues colocaba los órganos genitales en el centro de las obras (pintura, escultura, cerámica y mosaico), en una intención probablemente pornográfica.

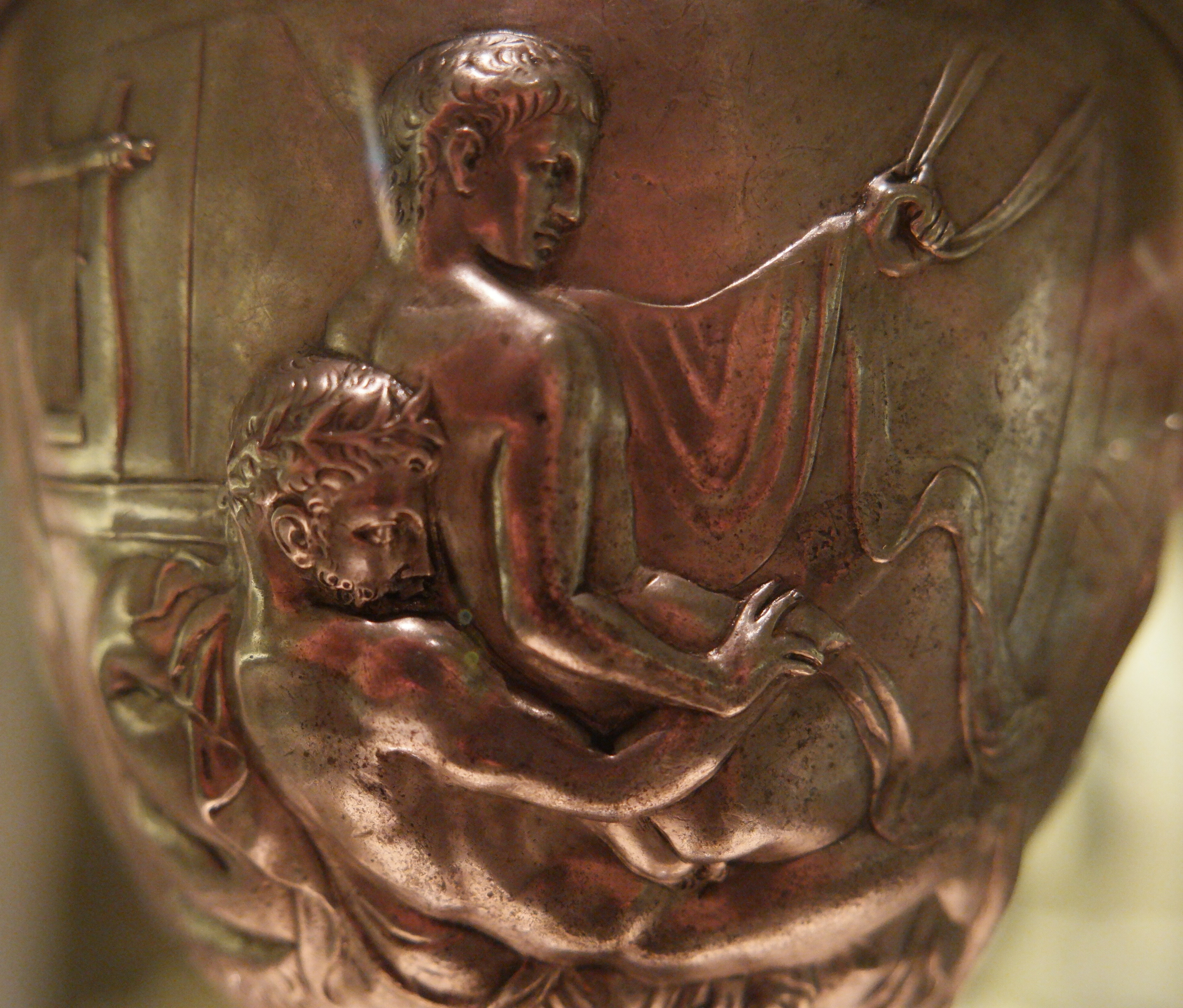
Escena de sexo anal en la Copa Warren

La representación de escenas sexuales era habitual en el arte popular del Imperio romano, cuyas visiones sobre la sexualidad se acercaban moralmente a las visiones de la Grecia Clásica. Una de los ejemplos más claros de la moral sexual del antiguo Imperio romano son los detalles de los frescos de los Baños Suburbanos en Pompeya, donde se pueden apreciar escenas con actos de naturaleza sexual que incluyen formas del sexo grupal, el sexo femenino-femenino, el cunnilingus y el sexo anal masculino. Otros claros ejemplos son los detalles homoeróticos de la Copa Warren (c. siglo I) y la tradición romana del fascinus. Dentro de la literatura erótica clásica destacan obras como Erothikos de Plutarco, Thesmophoriazusae de Aristófanes y Satyrikon de Petronio; además de autores como: Estratón de Sardes, Safo de Lesbos, Automedón, Filodemo de Gadara, Marcus Argentarius, Gayo Valerio Catulo, Propercio, Tibulo, Ovidio, Marco Valerio Marcial, Décimo Junio Juvenal y Priapeos.[cita requerida]
En la Edad Media, con la dominación del cristianismo, se entendía a la pornografía como una forma de la lujuria y, por lo tanto, como un pecado mortal; la masturbación, la fornicación, la sodomía, el adulterio y la prostitución eran consideradas ofensas «criminales» o «innaturales» que eran corregidas con los castigos religiosos e incluso con la tortura y la muerte en la Inquisición. El arte en la Edad Media se definió en el estilo teocéntrico, a través de alusiones religiosas a pasaje bíblicos y ofrendas que exaltaban la perfección divina, por lo que el desnudo y el sexo eran incompatibles con las imágenes religiosas. La literatura erótica aparece, bajo controversia, en los últimos siglos de la Edad Media en obras como Decamerón (1353) de Giovanni Boccaccio, introduciendo la ficción erótica en los periodos posclásicos, además de Facetiae (siglo XV) de Gian Francesco Poggio Bracciolini e Historia de Duobus Amantibus (1444) de Pío II.

### SigloXVI

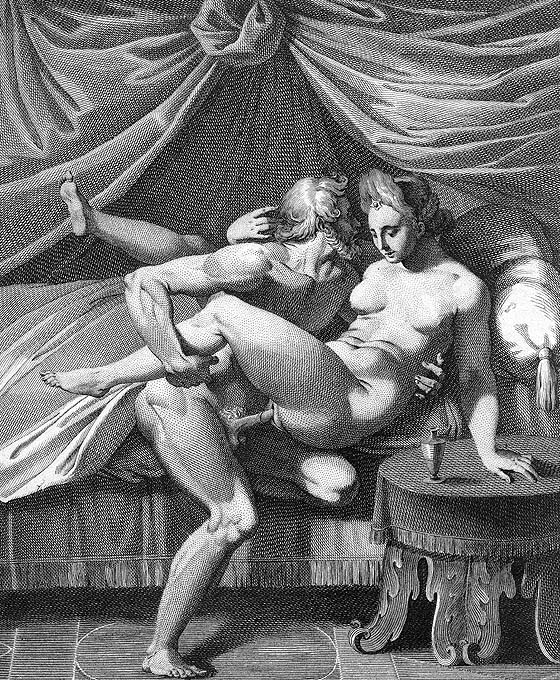
Jupiter et Junon de Agostino Carracci.

La pornografía, en una forma similar a la forma actual (pornografía producida en masa), aparece en el siglo XVI durante la cultura de la imprenta de los primeros años del Renacimiento Italiano, periodo en el que la reproducción de literatura y grabados aumentan de una manera considerable debido al perfeccionamiento de la imprenta medieval que desarrolló Johannes Gutenberg en el siglo XV. El nacimiento de la pornografía en el periodo de la cultura de la imprenta está definida con la aparición de los grabados pornográficos I Modi (1524) de Giulio Romano, grabados que fueron publicados bajo la dirección de Marcantonio Raimondi en los que se ilustraban 16 escenas de la mitología grecorromana que mostraban desnudo y sexo explícito. Los grabados fueron decomisados y destruidos según órdenes del papa Clemente VIII, quien también ordenó el encarcelamiento de Raimondi, acusándolo de «inmoralidad». Las versiones originales desaparecieron, pero fueron copiadas por Agostino Caracci a mediados del siglo XVI, versiones que sobreviven hasta la fecha.
Sonetti lussuriosi (1527) y Ragionamenti (1534-1536) de Pietro Aretino fueron obras importantes que definieron la literatura pornográfica del siglo XVI, el siglo XVII y el siglo XVIII. Sonetti lussuriosi fue una prosa pornográfica políticamente incorrecta que incorporaba el arte de I Modi de Giulio Romano, la cual fue popular entre la aristocracia del siglo XVI. En 1558 es publicado el Heptamerón de Marguerite de Navarre, otra obra significativa de la cultura de la imprenta en la historia de la pornografía. En las artes plásticas, influenciadas por el humanismo renacentista, reaparecen el desnudo y la admiración del cuerpo humano, aunque el arte pornográfico comienza a distinguirse del arte simplemente erótico. Artistas como Michelangelo Buonarroti incorporaron notables características homoeróticas a escenas que no son eróticas en la tradición religiosa, como se aprecia en el Crucifijo del Santo Spirito (1492) que muestra la imagen de Jesucristo totalmente desnudo y en un cuerpo neoténico de adolescente; o la tumba del papa Julio II, monumento religioso que está adornado por varias figuras masculinas en completo desnudo; esta peculiar corriente artística marcó la transición del puritanismo religioso de la Edad Media, a la admiración estética del Renacimiento. Por otro lado, artistas como Hans Baldung, Giacomo Caraglio y Agostino Carracci producían grabados más explícitos y menos estilizados que incluían desnudos y escenas sexuales.

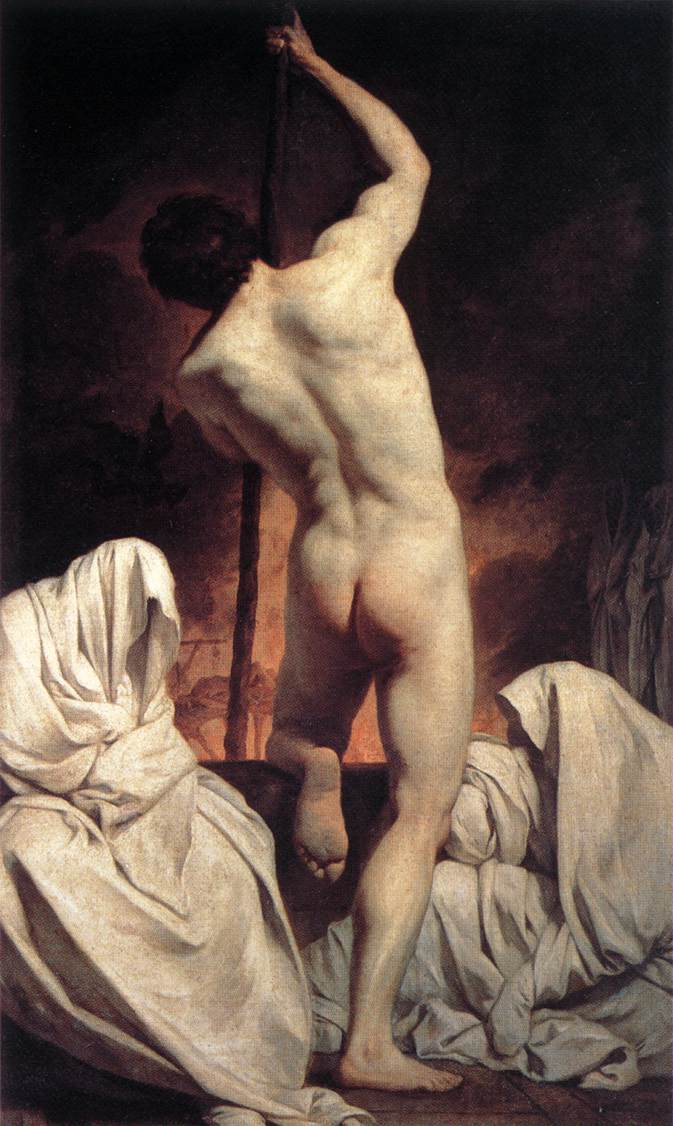
Charon Ferrying the Shades (c. 1735) de Pierre Subleyras.

### SigloXVII
Las obras de Pietro Aretino continuaron con gran popularidad durante el siglo XVII, siendo traducidas a distintos idiomas y distribuidas con secretismo entre los aristócratas europeos. Durante el siglo XVI la literatura erótica se ve frenada por distintas visiones morales sobre la obscenidad, lo que motiva a los autores a publicar obras bajo nombres anónimos y con cierta limitación en la distribución. En el siglo XVII aparecen obras como L’Ecole des Filles (1655) de autor anónimo, The London Jilt (1683) de autor anónimo y Erotopolis: The Present State of Bettyland (1684) de autor anónimo, pero atribuida a Charles Cotton; la obra es conocida por ser la primera obra del género Merryland, género que describe al cuerpo de la mujer con analogías topográficas y que se volvió muy popular en la literatura erótica del siglo XVIII.

### SigloXVIII
En el siglo XVIII se populariza el arte erótico con la aparición de arte Rococó y los últimos años del arte Barroco, cuyo erotismo era principalmente sutil y moderado, recurriendo al desnudo y a escenas sobreestilizadas que marcaban sentimientos como el amor, la pasión, la felicidad y la ira. Mientras las artes plásticas se redefinían con erotismo sutil y estilizado, la literatura se volvía más explícita y sexual por las crecientes corrientes sociopolíticas que desafiaban la moral religiosa tradicional, a través de filosofías como el anticlericalismo, el ateísmo y las ideas de la Ilustración.
Algunas novelas eróticas del siglo XVIII incluyen: Les bijoux Indiscrets (1747) de Denis Diderot, Thérèse Philosophe (1748) de Jean-Baptiste de Boyer y La Souriciere. The Mousetrap. A Facetious and Sentimental Excursion through part of Austrian Flanders and France (1794) de "Timothy Touchit". La novela Fanny Hill (1748) de John Cleland es una de las novelas eróticas más importantes de la historia; la novela habla del drama de la vida de una joven prostituta que se enamora de un cliente. Exponentes filosóficos como el Marqués de Sade fueron importantes para el desarrollo de la literatura erótica, cuyas obras literarias como Justine ou les Malheurs de la Vertu (1787) y Les 120 Journées de Sodome (1785), se caracterizan por presentar escenarios altamente eróticos, normalmente acompañados de otras situaciones sociales como los crímenes sexuales (violación, pedofilia, sadismo, mutilación y rapto sexual), así como temas socialmente inaceptados para la época como la homosexualidad, la dominación, el bondage, urolagnia y la coprofagia.
En la Revolución Francesa, la reina María Antonieta era producto de las burlas sociales y su imagen se prestaba para ser representada como una prostituta en panfletos eróticos como Le Godmiché Royal y L’Autrichienne en Goguettes. De la misma forma, como atentado social, eran representados distintos aristócratas y clérigos para desafiar el régimen político y beneficiar el movimiento de la revolución.

### SigloXIX
El concepto de pornografía que se tiene hasta nuestros días se define en la Era Victoriana del siglo XIX, concepto que tomará una nueva definición con la invención y la popularidad de la fotografía para sustituir los trabajos de ficción literaria y artes plásticas que predominaron en los siglos anteriores. La pornografía, a partir de la Era Victoriana, se definió por su producción a mayor escala, lo que motivó a los gobiernos a establecer leyes que prohibieran y regularan la producción y distribución de esta, basándose en tradiciones religiosas para promover la prudencia y frenar el vicio y la obscenidad entre la sociedad. La moral de la sociedad victoriana motivó a los autores de la pornografía a distribuir sus trabajos en forma de contrabando entre clientela selecta; en otras ocasiones, los trabajos pornográficos visuales que contenían desnudos (en especial el desnudo femenino), eran comercializados según los parámetros de «arte», modelo que prevalecerá hasta las guerras púbicas a finales de los años 1960.

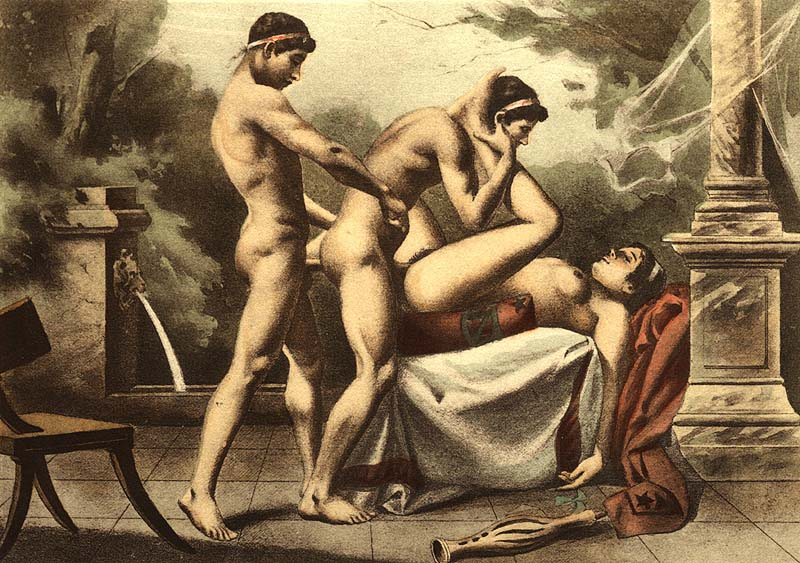
Imagen de De Figuris Veneris por Édouard-Henri Avril.

Aunque la cultura de la sociedad victoriana se definía por el recato y la prudencia, paralelamente se desarrollaban morales que contradecían este principio socialmente entendido, como la cultura underground de los burdeles y casas de entretenimiento. Los burdeles, los cabarés y la prostitución fueron unas de las principales fuentes económicas del siglo XIX en toda Europa; dichos establecimientos reunían a clientela socialmente inaceptada para la época como prostitutas, apostadores, consumidores de alcohol, transvestistas, homosexuales y afrodescendientes, creando una pequeña concentración social que se formó paralelamente a la moral victoriana. La distribución de pornografía se realizaba principalmente de manera comercial en tiendas epecializadas en el siglo XIX, cuando los costos de impresión fotográfica descendieron de manera considerable para producir pornografía en masa con métodos de producción masiva como el Halftone Printing, también en el punto en el que la fotografía consigue gran popularidad (hacia 1845, cuando se populariza el daguerrotipo); los principales consumidores de la pornografía en este tipo de establecimientos fueron hombres de clases altas.
Ante esta creciente popularidad de consumo de material pornográfico y frecuencia a lugares de comercio sexual, se comenzaron a aplicar distintas leyes políticas que perseguían cualquier tipo de comportamiento inmoral. En 1857, la corona de Reino Unido publica la Obscene Publications Act, como parte de las reformas y peticiones legales que obtuvo la Society for the Suppression of Vice, cuyo resultado implicó la criminalización de todo material pornográfico y propaganda que promoviera actos inmorales para la época (anticoncepción, amor libre y homosexualidad) y la detención de sus distribuidores bajo los cargos de «inmoralidad». De manera similar, en 1873, se publican las leyes de Comstock en Estados Unidos, leyes que tenían el mismo objetivo y buscaban la regulación de la pornografía y los actos inmorales, además de ser fundamentales en el nacimiento de la agenda del feminismo radical por la criminalización del control natal como derecho femenino.

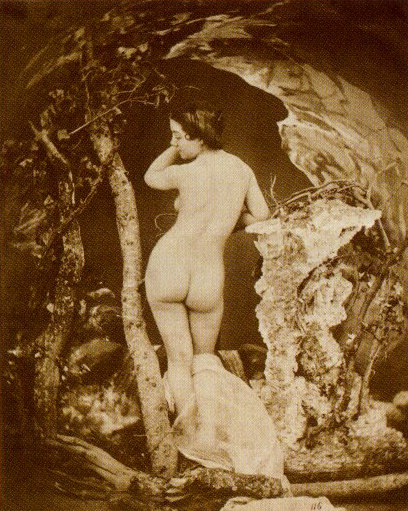
Fotografía por Auguste Belloc (c. 1855).

El que la pornografía fuese criminalizada, propició su distribución irregular en forma de contrabando, asimismo, los trabajos pornográficos comenzaron a salir al mercado bajo autorías anónimas. Obras como My Secret Life (1888) y la publicación The Pearl (1879-1880) fueron asunto de controversias legales por tratarse de «literatura obscena». En la fotografía pornográfica aparecen autores como: Jean Marie Canellas, Jean Louis Marie Eugène Durieu, Wilhelm von Plueschow, Auguste Belloc, Charles Gilhousen, Wilhelm von Gloeden, Louis Jean-Baptiste Igout, Max Koch, Pierre Louÿs, Gaudenzio Marconi, Félix-Jacques Moulin y Louis-Camille d'Olivier. En ámbitos relacionados, ilustradores como Martin van Maële y Édouard-Henri Avril realizaron ilustraciones completamente pornográficas para ilustrar novelas eróticas y sátiras político-sociales en publicaciones independientes.
El desnudo fue una de las características naturales del Impresionismo artístico, dedicándose a retratar escenas sencillas y cotidianas que expresaban la visión de su autor. Ese mismo desnudo natural formó un nuevo estándar de belleza en la sociedad victoriana durante la segunda mitad del siglo XIX, modificando las moralidad que la sociedad percibía en el desnudo e incorporándola a un nuevo criterio de arte comercial. Esta nueva perspectiva artística facilitó la distribución de pornografía, removiendo su objetivo original y reclasificándola como una obra artística. La obra Olympia (1863) de Édouard Manet es una de las obras más significativas del arte erótico victoriano por la recepción negativa y las controversias legales que generó en la sociedad artística, por tratarse de la imagen de una cortesana en completo desnudo. Pintores impresionistas como Edgar Degas, Max Liebermann, Henri de Toulouse-Lautrec y Henry Scott Tuke se destacaron en la corriente artística del Impresionismo por retratar escenas cotidianas como el baño y los juegos infantiles en la playa, las cuales contenían, necesariamente, escenas de desnudo en sus imágenes.[cita requerida]

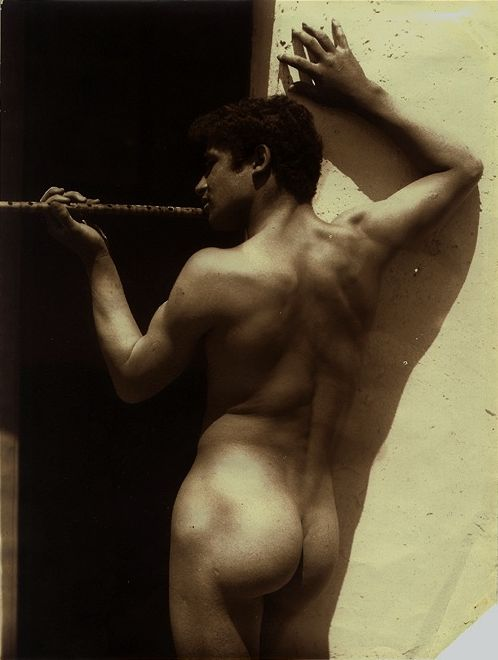
Desnudo con una flauta (c. 1895) de Wilhelm von Gloeden.

Otro fundamento popular para la distribución legal de la pornografía fueron los "propósitos ilustrativos". La pornografía y el desnudo fueron habituales en los estudios y ensayos de publicaciones científicas y enciclopedias ilustrativas, como aquellas que estudiaban las sociedades tribales durante la ocupación europea en Asia y África en el siglo XIX, mostrando las tradiciones regionales y cánones de belleza entre dichos grupos étnicos. En esta corriente destacan las fotografías e ilustraciones de J. Garrigues, de Jean Geiser, de Rodolphe Neuer, de P. Madeleine y de Lehnert & Landrock, quienes se dedicaron a la exploración de las sociedades étnicas en el sur de Asia para la descripción de sus costumbres, tomando fotografías de mujeres de la zona con sus atuendos tradicionales en una forma erótica; dichas fotografías eran de gran revuelo social debido a las diferencias entre la pesada indumentaria victoriana, y la indumentaria ligera y la práctica del topless entre las mujeres de las etnias en zonas tropicales.

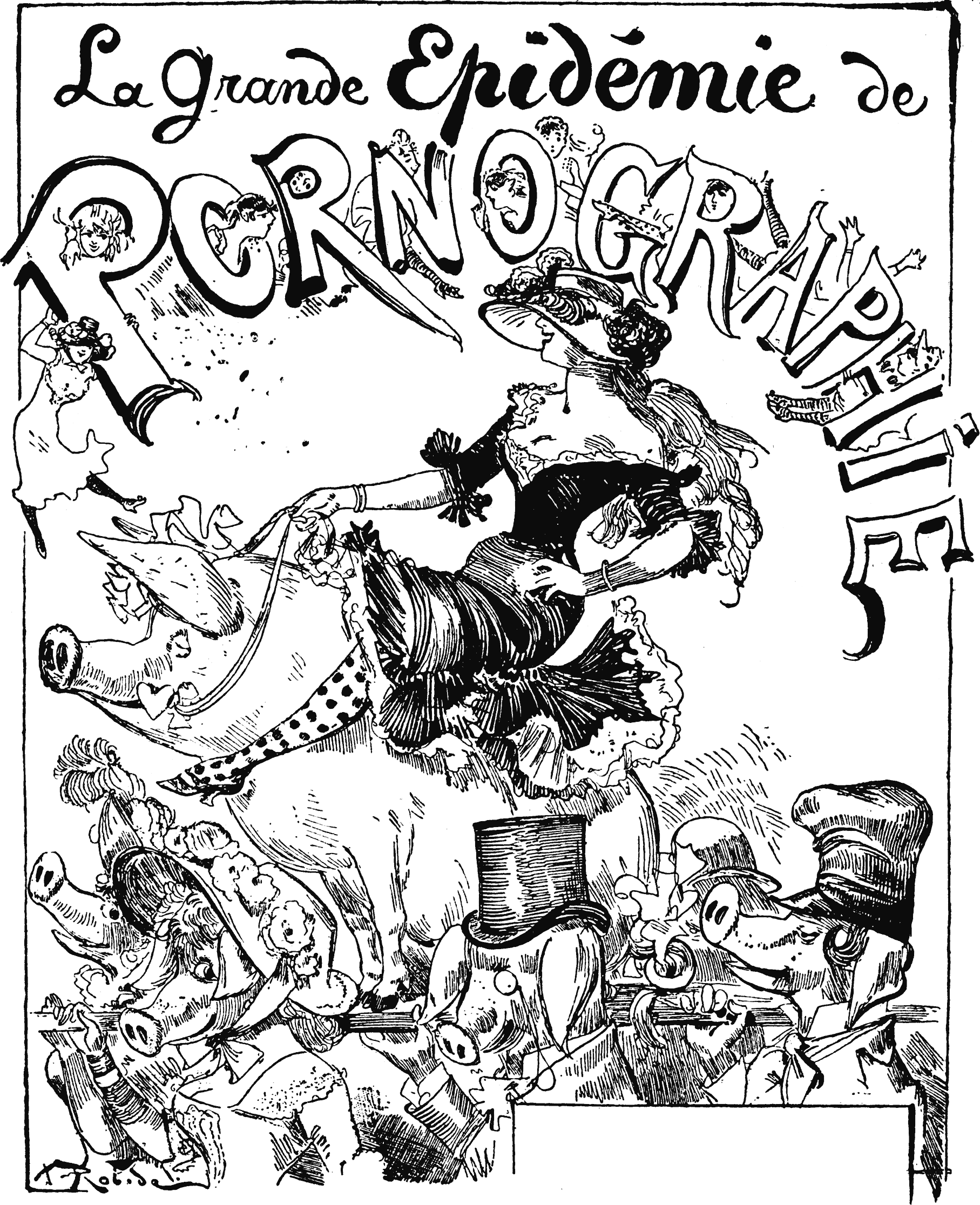
La gran epidemia de pornografía, ilustración francesa del.

Hacia 1890, la fotografía pornográfica toma gran popularidad entre los hombres de clases medias y clases altas, constando principalmente de fotografías de mujeres en completo desnudo o semidesnudo en solo y con calidad softcore, es a partir de 1890 que comienzan a aparecer mayor número de fotografías hardcore con sexo penetrativo o sexo oral entre un hombre y una mujer en la mayoría ocasiones. La pornografía continuaba siendo distribuida de forma ilegal, principalmente la pornografía para hombres homosexuales, la cual constaba de imágenes de hombres delgados entre 20 y 25 años en completo desnudo en la mayoría de sus ocasiones. La pornografía gay, debido al carácter ilegal de la homosexualidad en países como Inglaterra y Estados Unidos en el siglo XIX, era principalmente comercializada como arte, por lo que sus autores buscaban la representación de escenas de la mitología greco-romana para que esta tuviera un carácter más artístico y que resaltara la "belleza grecorromana" que formaba la estética sofisticada de la naciente cultura gay.
El cinematógrafo de los hermanos Lumière aparece de forma comercial en el año de 1895. Es un año después de la publicación comercial cuando aparece la primera película pornográfica. La primera stag film (término antiguo utilizado para la pornografía antes de su legalización en 1968) fue la película francesa Le Coucher de la Mariée (1896), dirigida por Léar y producida por Eugène Pirou, película que estelariza a Louise Willy, una actriz de cabaret, haciendo un striptease y teniendo relaciones sexuales con un hombre. Las stag films fueron un gran salto hacia la pornografía contemporánea, ya que introdujeron un nuevo carácter voyeurista para que el espectador pueda sentirse como si estuviese físicamente presente en la escena, además de popularizar el video como principal medio para la publicación de la pornografía comercial que se tiene hasta nuestros días.

### SigloXX
En el siglo XX la pornografía atraviesa distintos enfrentamientos legales y sociales que definieron el concepto contemporáneo que existe en la actualidad. Durante la primera mitad del siglo XX la pornografía estuvo totalmente prohibida por distintas leyes en Estados Unidos e Inglaterra (principales productores y consumidores de pornografía en el siglo XX y el siglo XXI) que regularon su distribución. A partir de la Revolución sexual en los años 1960 comienza a tomar una mayor divulgación, debido al debilitamiento y anulación de las leyes que la regulaban a finales de los años 1960, influenciados en la corriente de la búsqueda de derechos sexuales que motivó el movimiento de la Revolución Sexual.
A partir de 1970, la sociedad comenzó a acostumbrarse a las diversas formas de expresión sexual, incluyendo la pornografía, por lo que la pornografía comienza a distribuirse de manera masiva en diferentes medios como el video, caracterizándose por una duración corta o media y con costos de producción muy bajos. La evolución del video ha sido fundamental en el desarrollo de la pornografía en el siglo XX.

#### EraPre-code(1900-1929)
El cine comercial comienza a florecer en los primeros años del siglo XX a partir de cortometrajes sencillos que eran presentados en cines (cines viajeros de bajo costo y poca capacidad) que fueron populares en Estados Unidos e Inglaterra entre 1900 y 1920. A Free Ride (1915) dirigida por "A Wise Guy" (en inglés, un atrevido, un maleducado) es una de las primeras películas pornográficas que sobreviven hasta la fecha, introduciendo y popularizando los temas que sobreviven en la pornografía actual como los argumentos sencillos que conectan las escenas sexuales, además de posiciones y prácticas como el voyeurismo y el threesome. En la fotografía, entre 1900 y 1929, aparecen artistas como Edward Streichen, Fred Holland Day, Heinrich Zille, Anne W. Brigman, Julian Mandel, Stanislaus Walery y Jean Agélou.
El periodo Pre-code fue el periodo anterior al Código Hays (1934-1966) en el que la regulación de los medios audiovisuales y el cine no estaba regulado por ninguna ley gubernamental en Estados Unidos, por lo que las películas comienzan a explotar temáticas lascivas como el sexo explícito, el desnudo, el crimen, la violencia y las drogas. Este período sin regulación legal permitió el amplio y primitivo desarrollo del cine pornográfico hacia mediados de los años 1920, período que termina con la institución del Código Hays en los años 1930 y la crisis del auge económico en el año 1929. Otros aspectos que permitieron el desarrollo de la pornografía entre 1910 y 1920 fue la cultura sexualizada de la mujer flapper, el nacimiento del cabaret americano y la institución comercial del sexo en la publicidad para la venta de productos de consumo principalmente masculino como el alcohol y tabaco.
Bernard Natan es uno de los primeros directores conocidos de pornografía, abandonando el anonimato y consiguiendo gran variedad de títulos, en los que él mismo actuaba en ocasiones, que introdujeron temáticas como la bisexualidad, la homosexualidad y el masoquismo al cine pornográfico. Le ménage moderne du Madame Butterfly (1920) es considerada como la primera película pornográfica en retratar actividad sexual homosexual (sexo masculino-masculino y sexo femenino-femenino), película que fue estelarizada por el mismo Bernard Natan y otros actores desacreditados. Algunas películas pornográficas (algunas consideradas como películas históricas o clasificadas en la categoría película perdida) entre 1905 y 1930 incluyen: La Coiffeuse (1905), Mousquetaire au Restaurant (c. 1920), L'Atelier Faiminette (1921), Agenor Fait un Levage (1925), L'Heure du Thé (1925), La Voyeuse (c. 1924), La Fessée à l'École (c. 1925), Mr. Abbot Bitt at Convent (c. 1925) y Massages (1930).
En los años 1920, en la escena del jazz, aparecen publicaciones de distribución irregular denominadas Biblia de Tijuana (inglés: Tijuana bible), publicaciones de gran popularidad entre los años 1920 a 1940 que se caracterizaron por presentar escenas sexuales dibujadas que involucraban personajes con personalidades de la vida política, celebridades del cine y personajes con copyright, tal como los personajes de Fleischer Studios, los personajes de Walt Disney Animation y las tiras cómicas en los periódicos de inicio de siglo. (Un ejemplo algo parecido, pero lujoso, en España fue Los Borbones en pelota.) Betty Boop, creada por los hermanos Fleischer de Fleischer Studios, es un claro ejemplo de la cultura sexualizada del periodo Pre-code y la base directa de la historieta erótica, personaje que representa una mujer sexualizada de la Era del Jazz (conocidas como flappers), la cual tuvo que ser rediseñada de forma "menos provocativa" a la entrada del Código Hays.
El desnudo y el erotismo en el arte, entre 1900 y 1930, estaban completamente introducidos y normalizados como una técnica artística y elemento frecuente en las artes plásticas, apreciable en las pinturas fauvistas de danzas grupales por Henri Matisse y las pinturas precisionistas de marineros orinando o masturbándose por Charles Demuth. El desnudo en el arte dejó de representar gran controversia por tratarse de trabajos artísticos que pretendían enfatizar la belleza natural y la perfección estética del cuerpo humano.

#### Erabombshell(1930-1959)
El Código Hays entró en vigencia en 1934 como una medida para reducir las representaciones consideradas inmorales en los medios audiovisuales que habían prevalecido en las primeras décadas de vida del cine. Después de haber sido pasatiempo de un grupo muy limitado, la pornografía se volvió un tema controvertido y negativo en la sociedad estadounidense de la primera mitad del siglo XX, debido a la afición religiosa por "acabar con el vicio y el pecado" de filosofías religiosas como el Cristianismo evangélico y el Movimiento de los Santos de los Últimos Días, además de la intervención gubernamental y la cultura de la posguerra que entendían la masturbación como un método destructivo que dañaba la salud física de los hombres, desarrollando métodos y curas alternativas que iban desde el consumo de alientos "milagrosos" (Graham Crackers y Corn Flakes, ambos éxitos comerciales), hasta la terapia de electrochoques (utilizada para el tratamiento de padecimientos considerados como enfermedades mentales en la época, como el transgénero y la homosexualidad).

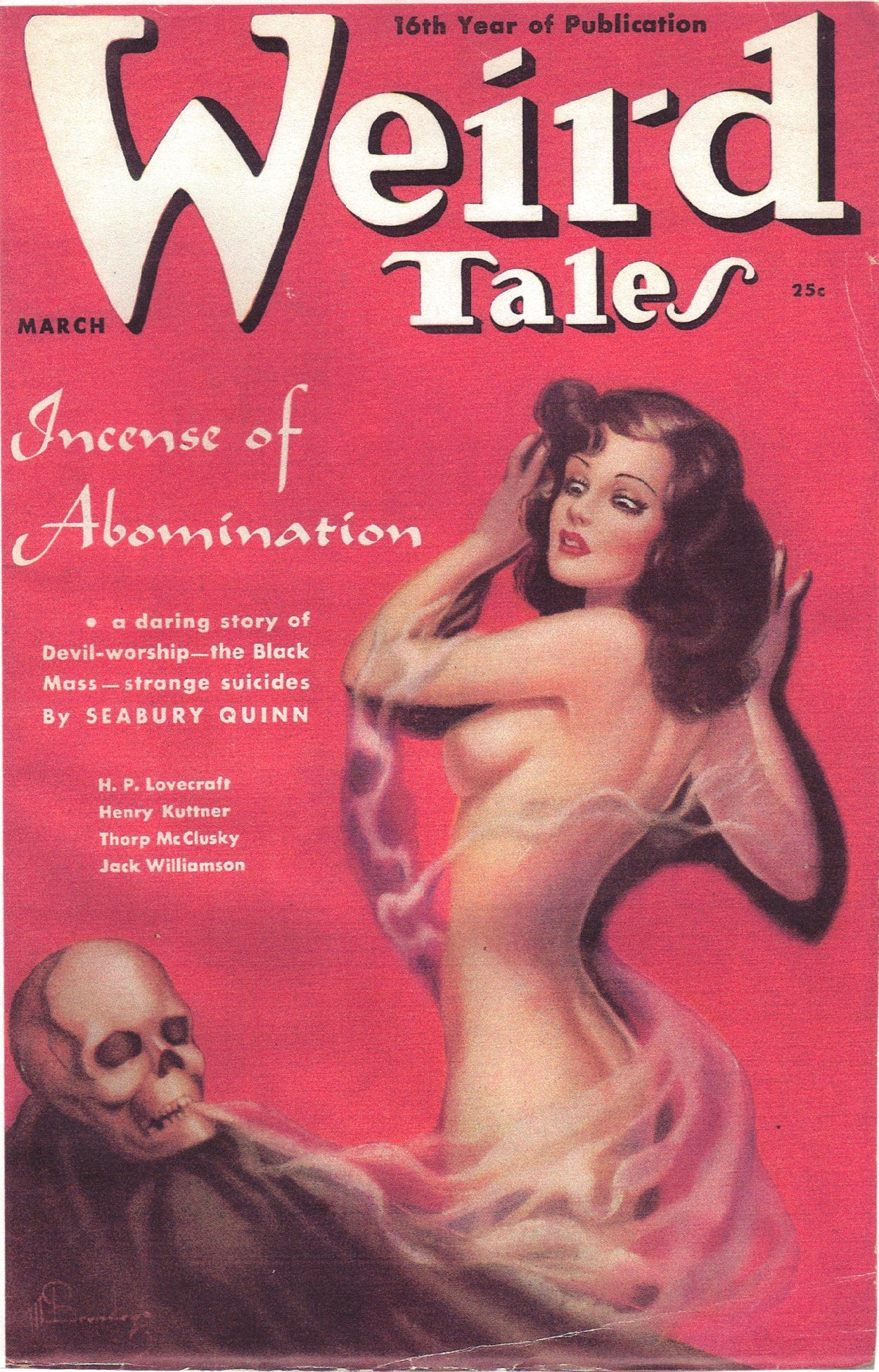
Portada de Weird Tales (marzo 1938)

La pornografía cinematográfica se vuelve prácticamente inexistente hasta los últimos años de la década de 1950, años en los que el Código Hays comienza a debilitarse. En cambio, el erotismo se hizo presente en versiones artísticas más suaves como las historias sensacionalistas del pulp, el diseño endomorfo de los superhéroes en la Era dorada del cómic y el arte pin-up. Las obras consideradas como obscenas serían decomisadas o clausuradas, además de una sentencia en prisión para el autor de esta, lo que convirtió a los trabajos sexualmente explícitos en trabajos anónimos y de distribución irregular o, simplemente, sujetos a las normas generales de censura. En los años 1930 y los años 1940, se popularizó una forma explotativa del cine que se comercializó como cine Cautionary (precautorio) en el que se mostraban historias sensacionalistas con sexo explícito, consumo de drogas, prostitución, homosexualidad, fornicación, mestizaje y aborto, como una medida para alertar a los padres de los "peligros" a los que sus hijos adolescentes estaban expuestos; las películas tenían un gran éxito comercial.
La literatura pulp cobró gran popularidad a partir de la década de 1930, caracterizada por su encuadernación sencilla, su distribución barata, sus llamativas portadas con escenas eróticas o violentas y sus historias enfocadas a la ficción de explotación como el sexo, el consumo de drogas, el ocultismo y la violencia. El cómic se consagró en la década de 1930 con la publicación masiva de personajes supernaturales que combaten a los criminales, personajes con cuerpos musculosos y atuendos ajustados que generaron varias controversias en años posteriores con el libro de Fredric Wertham Seduction of the Innocent (1954) en el que se aclamará que el diseño de los cómics contenía referencias al desnudo, al fascismo, al comunismo y a la homosexualidad (teorías que van de la mano con las oposiciones políticas del Terror Nuclear y se ajustan a las políticas del McCarthismo). En la literatura pulp se popularizan géneros como el Spicy and Saucy, género dedicado al público heterosexual masculino que retrataba historias fantásticas protagonizadas por un personaje masculino aventurero, valiente y violento que se dedicaba a combatir peligros para rescatar a un personaje femenino en peligro, dando origen a la literatura periódica dedicada a los caballeros (Gentlemen's Magazine). En 1947 aparece la revista Bizarre bajo la dirección de John Willie, revista especializada en la fotografía fetish que lanzó a la fama a la modelo Bettie Page, pero que desapareció unos años después por problemas económicos y controversias legales.

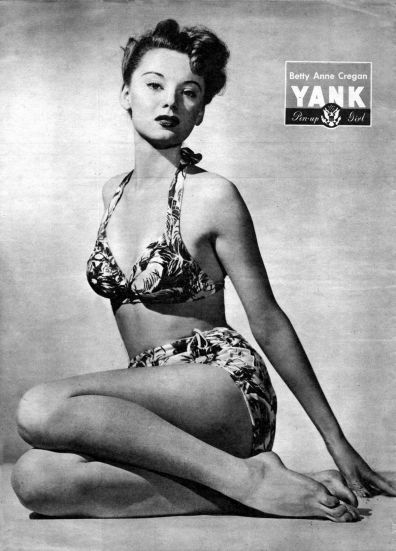
Portada de Yank, the Army Weekly, con Betty Anne Cregan (1945).

A partir de la década de 1930, aparecen las llamadas "Revistas para Caballeros" con editoriales como Gentlemen's Quarterly en 1931 y Esquire en 1933, revistas que años más tarde, dedicarán sus páginas a la publicación de fotografía erótica para atraer al público masculino heterosexual. Las "revistas para caballeros" con contenido erótico nacen en Estados Unidos durante la Segunda Guerra Mundial, surgiendo como un incentivo moral (moral booster) distribuido por organismos del gobierno para los soldados masculinos en los frentes de guerra y como una manera publicitaria para atraer la atención masculina en el enlistamiento y el combate voluntario. La distribución de revistas con arte pin-up entre los miembros de la armada y la marina de Estados Unidos surge con la revista del ejército Yank, the Army Weekly, con el fin de representar un incentivo para los soldados de no contratar servicios sexuales con prostitutas y no adquirir alguna enfermedad de trasmisión sexual como la sífilis, enfermedad que afectó fuertemente a las tropas mundiales durante la Segunda Guerra Mundial y que fue detenida con la incorporación exitosa de la penicilina como tratamiento a mediados de los años 1940.
El pin-up o cheesecake fue un distintivo estilo de pintura y fotografía que predominó en el periodo de la censura contra la pornografía entre 1890 y 1950, teniendo su mayor producción entre 1940 y 1950; el arte pin-up se caracterizó por presentar imágenes provocativas de mujeres, de una forma que no es considerada como obscenidad, ni pornografía, acentuando el glamur, la belleza, la coquetería y la ingenuidad, arte en el que destacan las obras de Gil Elvgren. El término bombshell fue un término popular entre 1940 y 1950, utilizado para definir lo que hoy se conoce como símbolo sexual femenino (inglés: sex symbol), definiendo a actrices de la farándula que hicieron fama de su belleza como Marilyn Monroe, Grace Kelly y Bette Davis, además de artistas pin-up como Frances Rafferty y Jane Greer.
En la compleja historia de la legalización de la pornografía en EE. UU., y lo obsceno está prohibido hasta la fecha (2018), el desnudo se consideraba permisible si fuera por otro motivo que la excitación sexual: para fines médicos, por ejemplo. Bajo el pretexto de que el nudismo, ya un movimiento bastante desarrollado, existe por motivos de salud y desde luego nunca para ningún propósito erótico, aparecieron una onda de revistas nudistas. Algunas eran producciones de organizaciones nudistas conocidas, pero otras de origen menos claro. Había tiendas especializadas. Sea el que sea el propósito del editor, a veces nada claro, está más que claro que el consumo de dichas revistas era casi siempre con fines eróticos. Desaparecieron cuando pasó a ser legal el desnudo en revistas como Penthouse

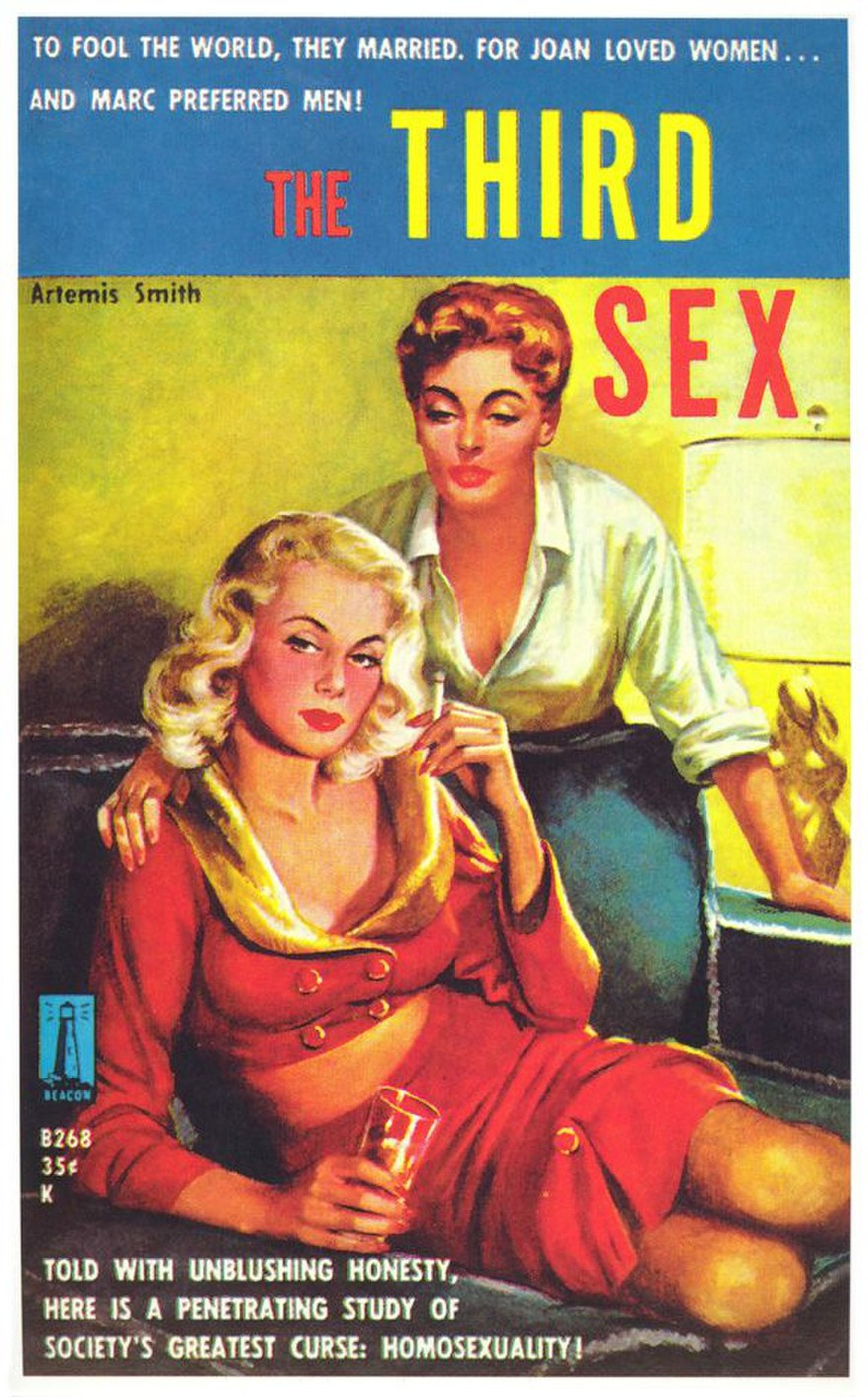
Portada de The Third Sex [El tercer sexo] (1959), de Artemis Smith, seudónimo de Annselm Morpurgo.

Algo parecido pasó con las revistas de beefcake, en que jóvenes casi desnudos se ofrecieron como estudios de musculatura o cosas parecidas. Después de la Segunda Guerra Mundial y con la llegada del Baby Boom, surge la cultura americana y el American Way of Life, y con ello, sus ambiciones para fortalecer al país para la guerra que se avecinaba con el Bloque Soviético, por lo que el gobierno comienza a promover campañas para introducir la cultura del deporte y la actividad física con el fin de fortalecer a los soldados. Ante esta creciente cultura de la salud, comienzan a aparecer algunos catálogos, tratamientos y productos novedosos para la quema de calorías y el mejoramiento de la masa muscular, así como revistas especializadas en el fitness y el fisicoculturismo que asumían estas prácticas como propias de la masculinidad. En este escenario surge la contraparte masculina del pin-up, el beefcake, estilo de fotografía y publicaciones relacionadas que retrataban a hombres musculosos en poses atléticas con la intención superficial de distribuir dichos panfletos como una revista de fitness, pero con la visión ocultamente homosexual de su autor y diseñada para el consumo abierto de hombres homosexuales y bisexuales. En el arte beefcake destacan artistas como Bob Mizer, George Quaintance y Danny Fitzgerald, así como publicaciones como Physique Pictorial y The Male Figure que se presentaban en formato similar un catálogo de modelaje en el que aparecían las fotos de jóvenes fisicoculturistas, con una lista de sus capacidades y sus medidas y, frecuentemente, posando en tanga o suspensorio para evadir las reglas de censura y las alegaciones de homosexualidad y sodomía. A veces se usaba algún elemento de escena, siendo frecuente la reproducida columna griega.
En 1952 la Corte Suprema de Estados Unidos determina que el cine está protegido por la Primera Enmienda y la Decimocuarta Enmienda de la Constitución (caso Joseph Burstyn, Inc v Wilson), enfatizando la libertad de expresión como elemento de la producción en los medios audiovisuales, lo que dará paso al nacimiento del cine exploitation en los años venideros. En 1953 aparece la revista Playboy, revista fundada por Hugh Hefner con la intención de reivindicar el estilo de vida sexual del hombre de clase media, revista que se convirtió en la primera revista pornográfica de distribución masiva en el mismo año con el centerfold de Marilyn Monroe, aunque la revista estuvo en varias controversias por obscenidad hasta el año 1957.
Después de la Segunda Guerra Mundial aparecen grupos juveniles que se oponían a las filosofías del gobierno y sus políticas militares, cristalizándose en subculturas como los greasers y los hipster en los años 1940, cuya identidad incluía la apreciación musical, el consumo y la sexualidad relajada, dando paso a la Generación Beat. A finales de los años 1940 y a comienzos de los años 1950, Alfred Kinsey publica una serie de estudios demográficos en los consideraba la masturbación y la atracción homosexual, estudios que revolucionaron el pensamiento americano y detonaron los movimientos homosexuales al reflejar que la masturbación y la homosexualidad eran mucho más frecuentes de lo que se creía. La Generación Beat se caracterizó por la extensa crítica a las políticas del gobierno americano y a la sociedad conservadora, introduciendo temas como el agnosticismo, la espiritualidad alternativa, el consumo de drogas y una idea general de tolerancia hacia las razas segregadas y al LGBT, corriente donde destacan autores como Allen Ginsberg, Jack Kerouac y William S. Burroughs.
En la década de 1950, aparecen géneros más explícitos del pulp como el Men's Adventure, género dedicado al público masculino que contenía historias irreales que aseguraban ser verdaderas, protagonizadas por un hombre superviviente en relatos de muerte, atacado por animales, mujeres deseosas de sexo, ejércitos comunistas, etc. Así, a finales de la década de los 50 también aparecen otros enfoques más explícitos como los de la editorial Greenleaf Publications, editorial de autores anónimos que estuvo envuelta en diversas controversias en su historia por publicar historias pornográficas y, frecuentemente, con alusiones al sexo explícito, sexo grupal, sexo casual, adulterio, mestizaje, asesinato, BDSM y a la homosexualidad.
En 1957 la Corte Suprema de Estados Unidos determina que el Hicklin Test (parámetros para considerar un trabajo como obsceno) era inválido y que se consideraría en el caso de que el material fuese catalogado como obsceno por un estándar mayoritario y careciese de valor artístico (Roth v United States). Este caso permitió la venta comercial de pornografía con calidad de arte, la cual dejaría de ser arte cuando mostrase genitales expuestos femeninos (la jurisdicción sobre el desnudo masculino como obsceno continuó hasta 1962), dando inicio al periodo semilegal de la pornografía para hombres heterosexuales conocida como Guerras púbicas y permitiendo a revistas como Playboy continuar en el mercado en los años 1960 como revista de "fotografía artística" y artículos respetables de periodismo.

#### Erasexploitation(1960-1969)
A principios de la década de los 60, el Código Hays comienza a debilitarse debido a las insistencias artísticas de protección a la Primera Enmienda y los nuevos parámetros de obscenidad (sexo es diferente de obsceno) que aparecen después de las modificaciones legales en las leyes estadounidenses, dando origen a la Era Dorada del sexploitation, corriente del cine de explotación que enfatiza los detalles sexuales y el desnudo, con una producción de cine B y exhibidas en teatros especiales denominados grindhouse (antecedentes directos de los cines porno que surgieron en los años 1970, dedicados a presentar películas exploitation y obligados a seguir reglas de admisión que limitaban la entrada a mayores de edad).

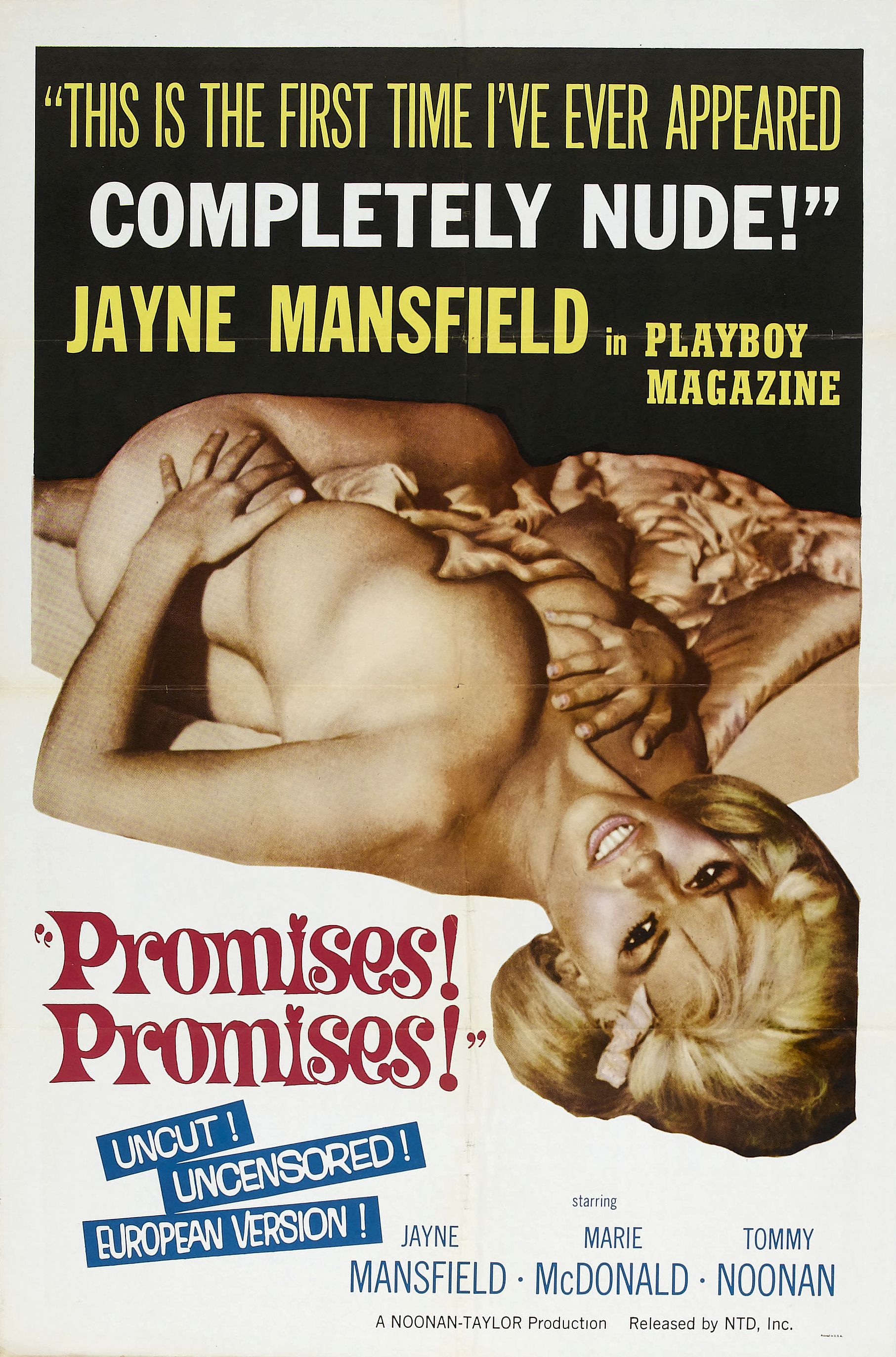
Promocional de Promises! Promises! (1963).

El género Sexploitation fue altamente popular en los años 60, valiéndose de publicidad erótica que apenas cubría los requerimientos oficiales de censura y que advertía que la entrada estaba restringida a mayores de edad; a pesar de sus apegos legales, el cine sexploitation estaba frecuentemente envuelto en controversias de obscenidad. Algunas películas del género incluyen: The Twilight Girls (1961), Nude on the Moon (1961), Daughter of the Sun (1962), House of Women (1962), Satan in High Heels (1962), Scum of the Earth! (1963), Lorna (1964), Faster, Pussycat! Kill! Kill! (1965), Orgy of the Dead (1965), Mudhoney (1965), I Am Curious (1967), Space-Thing (1968), The Smashing Bird I Used to Know (1969), Language of Love (1969) y The Secret Sex Lives of Romeo and Juliet (1969). El Sexploitation alcanza su máximo grado de producción en los años 1970 con la llegada del Porno Chic, valiéndose de nuevos géneros como el Nunsploitation, el Women in Prison y el Nazisploitation.
En el año 1962 la Corte Suprema de Estados Unidos determina, después de retener algunas revistas beefcake del flujo postal por considerarlas obscenas y "no enviables", que el desnudo masculino debe ajustarse a los mismos parámetros de obscenidad que se aplicaban al desnudo femenino desde el año 1957 (MANual Enterprises v. Day). En esta nueva corriente de fotografía homoerótia masculina aparecen artistas como Jim French (fundador de la compañía COLT Studio Group, productora de pornografía gay que tendrá gran importancia en el periodo del porno chic y la crisis del SIDA), en cuyas publicaciones aparecía con el seudónimo Rip Colt y cineastas de cine experimental como Kenneth Anger con Scorpio Rising (1964) y Andy Warhol con películas como Blow Job (1964), Vinyl (1965) y Flesh (1968). A mediados de los 60 aparece una versión formal del Movimiento de liberación LGBT, la cual se intensificará a partir del año 1969 en los Disturbios de Stonewall, caracterizándose por defender la idea de que la efectividad del movimiento se basa en la visibilidad sexual. En la cultura gay sale a la luz la subcultura leather, subcultura sexual underground caracterizada por la influencia greaser y el hipermasculinismo, que florecerá hasta los años 1970.
La subcultura hippie es fundamental en el desarrollo de la revolución sexual y la transición de los ideales sociales al periodo del posmodernismo cultural, ya que imponen una filosofía de sexualidad relajada que era incluyente y tolerante respecto a temas condenados socialmente como la fornicación (cambiando los ideales matrimoniales hacia la mujer que la ligaban a la castidad y el recato), la interracialidad (cambiando las visiones sociales sobre la mezcla de razas y favoreciendo el movimiento por los derechos civiles en Estados Unidos), la homosexualidad (favoreciendo el surgimiento político de la identidad LGBT y sus posteriores movimientos sociales) y el sexo alternativo (popularizando ideas que redefinían las prácticas sexuales como el sexo tántrico, el sexo espiritual, el sexo grupal, el sexo casual y la heteroflexibilidad). La segunda ola del feminismo nace en la segunda mitad del siglo XX con la publicación internacional de Le Deuxième Sexe (El Segundo Sexo; 1949) de Simone de Beauvoir en 1953. El movimiento se ve influenciado por la venta libre de anticonceptivos orales y la aparición de literatura que analizaba de forma crítica las posturas del sexismo, la libertad procreativa y los roles de género tradicionales en la mujer como los ensayos Sex and the Single Girl (1961) de Helen Gurley Brown y The Feminine Mystique (1963) de Betty Friedan.
En el año de 1965 aparece la revista inglesa Penthouse bajo la dirección de Bob Guccione, pero consigue alcance internacional con la publicación en Estados Unidos en el año 1969 con la principal intención de competir con el contenido de la revista Playboy, caracterizándose por fotografía mucho más arriesgada que mostraba genitales femeninos y vello púbico, en una intención por atraer al público masculino que buscaba escenas más risqué. En años siguientes, Penthouse redefinió la pornografía, al incluir fotografía hardcore con sexo penetrativo, además de ser la primera revista en mostrar vulvas y anos femeninos de manera gráfica.
En el año de 1969 la Corte Suprema de Justicia de Estados Unidos retira los cargos levantados contra un hombre que poseía pornografía en video para uso personal (Stanley v Georgia). En el mismo año, Dinamarca se convierte en el primer país en legalizar la pornografía, lo que derivó en la alta producción de películas con material pornográfico entre los años 1970 a 1974.

#### Porno chic(1970-1989)
La reciente legalización de la pornografía en Dinamarca permitió la producción de dos documentales fundamentales en la historia de la pornografía: Censorship in Denmark: A New Approach (1970) y Sexual Freedom in Denmark (1970), documentales que fueron públicamente exhibidos en Estados Unidos. Censorship in Denmark: A New Approach (1970) contenía distintas formas de pornografía y sexo real, iniciando la categoría del sexo real (inglés: unsimulated sex) en la cinematografía mainstream que desafiaba conceptos como el sexo simulado, aunque esta categoría ya poseía algunos antecedentes en películas europeas como Un Chant d'Amour (1950), Gift (1966) y la serie documental They Call Us Misfits (1967). Los documentales evadieron las políticas de censura en Estados Unidos por su "contenido educativo" pues formalizaba un tema de "importancia social", redefiniendo las morales estadounidenses sobre la exhibición abierta de pornografía. A principios de los 70 comienzan a producirse, de forma masiva, gran cantidad de películas eróticas o pornográficas en Dinamarca en las que destacan la serie de películas Bedside-films (1970-1976) y la serie de películas Zodiac-films (1973-1978).

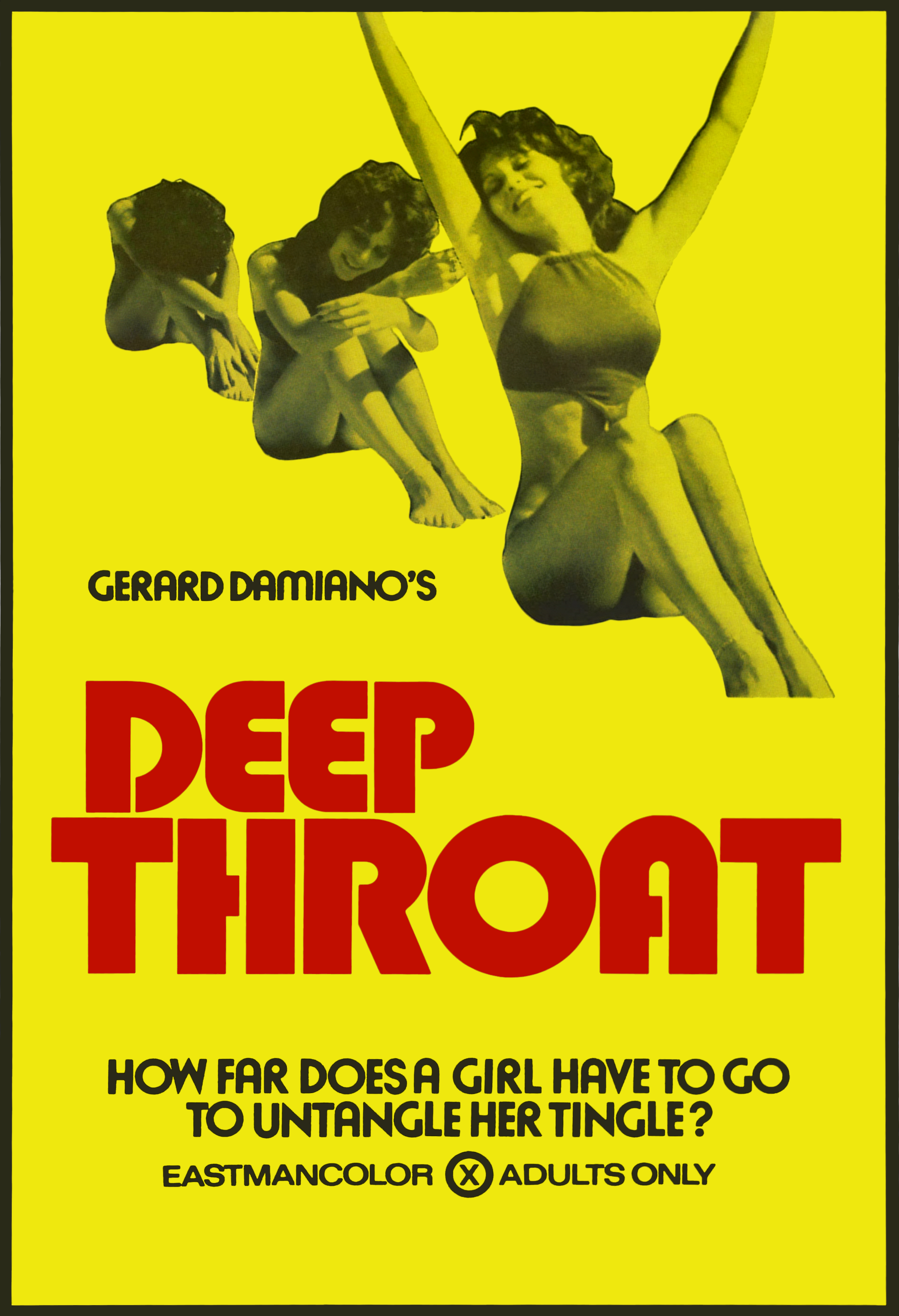
Cartel promocional de la película Deep Throat (1972).

Mona the Virgin Nymph (1970) fue la primera película pornográfica en obtener una amplia distribución y recaudación económica. La película habla de una mujer llamada Mona que le promete a su madre permanecer virgen hasta llegar al matrimonio; por controversias legales, la película original tuvo que ser exhibida sin créditos actorales, bajo una producción anónima (más tarde se revelaría que fue producida por Bill Osco y dirigida por Michael Benveniste y Howard Ziehm) que la distribuyó por diversos cines porno y teatros grindhouse en las principales ciudades de Estados Unidos. Un año más tarde, Boys in the Sand (1971) se convierte en la primera película pornográfica gay de mayor distribución abierta y recaudación económica, además de ser la primera película pornográfica en exhibir créditos actorales y la primera película pornográfica en parodiar el título de una película (parodia del título de la película The Boys in the Band).
Deep Throat (1972) es consagrada como la película pornográfica de mayor distribución y recaudación en la década de 1970, consagrada como un ícono de la revolución sexual y un ícono del porno chic (Era Dorada de la Pornografía), periodo en el que ver pornografía se convirtió en algo chic (con estilo, con clase, popular). Deepthroat incluyó una trama absurda que conectaba las escenas sexuales, además de una banda sonora chillout con diversas pistas de géneros como el funk y lounge. La película tuvo un gran alcance en Estados Unidos y otros países, aunque estuvo sujeta a las jurisdicciones sobre la pornografía, por lo que estuvo prohibida su exhibición en algunas locaciones de Estados Unidos. La película contenía créditos con seudónimos como "Lou Perry" para el productor Louis Peraino y "Linda Lovelace" para la actriz principal Linda Susan Boreman, además de humor ocasional y efectos de sonido humorísticos de fondo como campanas y pirotecnia para enfatizar los orgasmos de Lovelace.
Después de los disturbios en el Stonewall Inn en 1969, la comunidad LGBT obtuvo mayor visibilidad social, en esta tendencia surge una nueva cultura de hombres gay en California conocida como Castro clone, cultura que apropiaba las características del hombre homosexual de la clase obrera. De la misma manera, sale a la cultura popular la subcultura leather que se había mantenido en secreto por varias décadas desde la Segunda Guerra Mundial, subcultura fundamental en la perspectiva homosexual de la pornografía y la industria del sexo. Tom of Finland es el máximo ícono del leather, responsable de posicionar el leather y otros fetiches (marineros, obreros, moteros y vaqueros) dentro del imaginario de la pornografía gay con sus cómics y arte hipermasculinista que exaltaba el tamaño de los genitales y nalgas de sus personajes y que enfatizaba escenas hipersexualizadas de sexo rough, BDSM y cruising.
En 1973 la Corte Suprema de Justicia de Estados Unidos determina que para considerar un trabajo como obsceno deberán seguirse los parámetros del Miller Test: (1) si una persona promedio, considerando estándares "de la comunidad", considera al trabajo, en su totalidad, como una obra de interés lascivo; (2) si el trabajo retrata, de manera ofensiva, actos cuya representación una ley claramente proscribe; y (3) si el trabajo, tomado en su totalidad, carece de valor desde un punto de vista literario, artístico, político o científico (Miller v California). El trabajo sería únicamente considerado obsceno cuando estos tres parámetros estuvieran presentes, lo que permitió finalmente la "legalidad de la pornografía", pues la mayoría de los trabajos cinematográficos e impresos no cumplían con estos tres parámetros. Esta modificación legal y la popularidad del VHS como dispositivo doméstico, permitieron la distribución masiva de la pornografía en este formato hasta finales de la década de 1990, cuando Internet comienza a ganar popularidad y se industrializa el formato DVD.

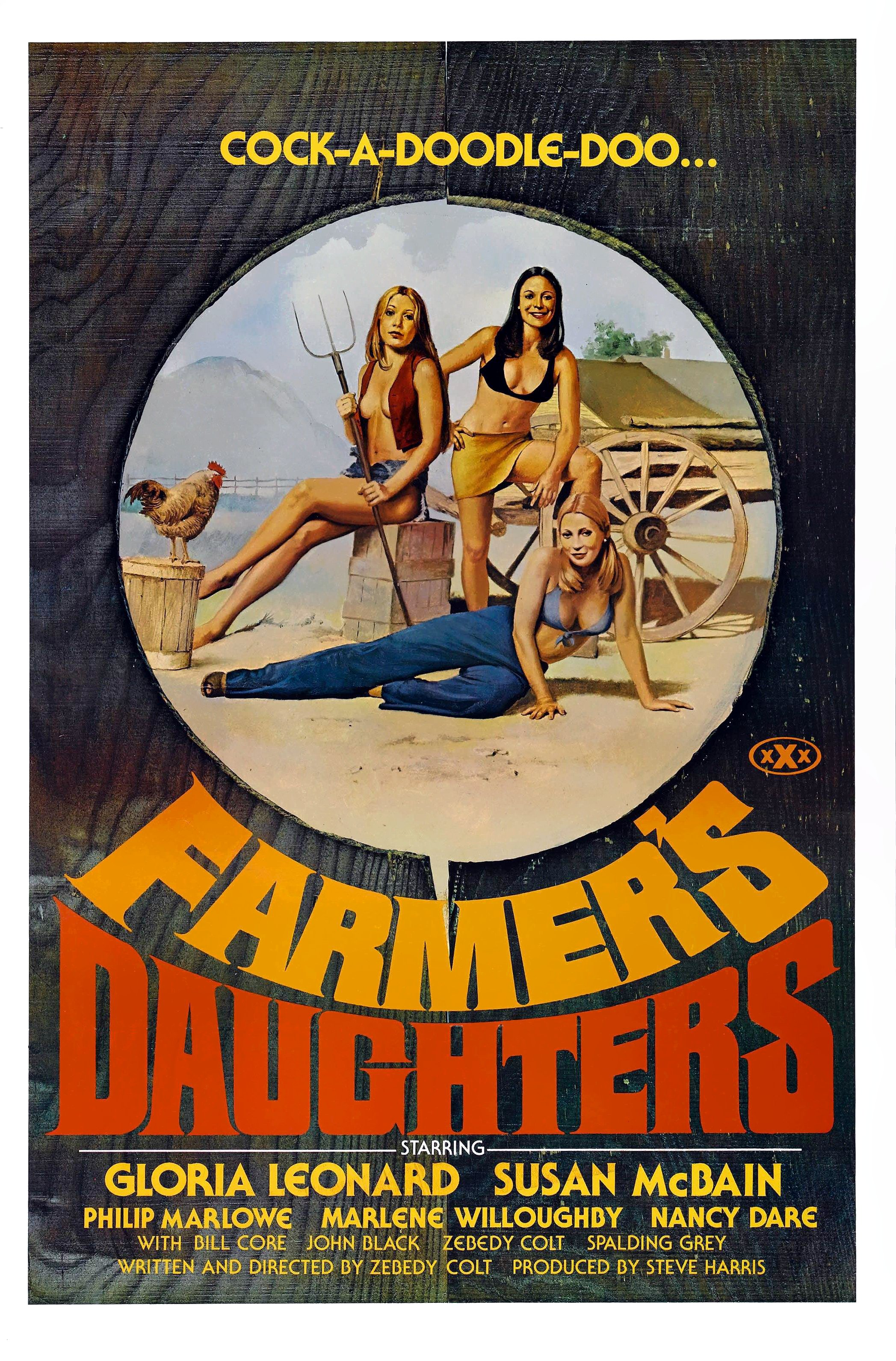
Promocional de Farmer's Daughters (1976).

Algunas películas pornográficas, significativas del periodo porno chic después de Deepthroat, incluyen: Behind the Green Door (1972), The Devil in Miss Jones (1973), Resurrection of Eve (1973), The Cheerleaders (1973), Memories Within Miss Aggie (1974), The Private Afternoons of Pamela Mann (1974), Flesh Gordon (1974), Sensations (1975), The Story of Joanna (1975), A Dirty Western (1975), Alice in Wonderland (1976), Through the Looking Glass (1976), The Opening of Misty Beethoven (1976), Spirit of Seventy Sex (1976), Inside Jennifer Welles (1977), Debbie Does Dallas (1978), Pretty Peaches (1978), Inside Désirée Cousteau (1979), Taboo (1980), Talk Dirty to Me (1980), Insatiable (1980), Nightdreams (1981), Café Flesh (1982) y Reel People (1984). Algunos productores del porno chic incluyen Bill Osco, Alex de Renzy y Radley Metzger; algunos actores incluyen: Linda Lovelace, Marilyn Chambers, Annette Haven, Georgina Spelvin, John Holmes, Johnnie Keyes, Kay Parker, Robert Kerman, Annie Sprinkle, Candida Royalle, Juliet Anderson, Harry Reems, John Leslie, Ron Jeremy, Paul Thomas, Desireé Cousteau, Jennifer Welles, Gloria Leonard, Billy Dee, Lisa De Leeuw, Jacqueline Lorains, Colleen Brennan, Nina Hartley, Seka, Traci Lords, Taija Rae y Vanessa del Río.
Algunas películas de pornografía gay en el porno chic incluyen: Nights in Black Leather (1973), That Boy (1974), Kansas City Trucking Co. (1976), El Paso Wrecking Corp. (1978), A Night at the Adonis (1978), L.A. Tool & Die (1979) y The Bigger the Better (1984). Jean-Daniel Cadinot es uno de los productores de pornografía gay más famosos del periodo del porno chic. Algunos actores del porno chic incluyen: Zebedy Colt, Jamie Gillis, Peter Berlin y Jack Wrangler.
En la era del exploitation y el cine gore en los 70 aparece una película que definió las posturas feministas sobre la pornografía, Snuff (1976). La película retrataba la historia de una mujer envuelta en una secta ocultista en una región de Argentina, la cual es asesinada tras ser abusada sexualmente por hombres de identidad desconocida. La película, a pesar de tener escenas de sexo real, no fue catalogada como película pornográfica y fue promocionada como película snuff (meses después se descubrió que el asesinato visto en la película fue actuado, aunque popularizó las leyendas urbanas de asesinato real en el cine y, por supuesto, el término snuff en la cultura popular). La película detonó la crítica feminista por retratar el asesinato sin sentido de una mujer inocente que es objeto de abuso sexual, avivando las críticas hacia el sexismo en la pornografía y el sometimiento de la mujer para el placer del hombre en la industria del sexo y la prostitución. Esta filosofía intensificó las guerras feministas por el sexo (debates feministas entre los años 1970 y los años 1980 que trataron las posturas sobre temas como la pornografía, la industria del sexo, la prostitución, la homosexualidad, la bisexualidad, el transgénero y el BDSM) y dividió al feminismo en dos ideologías: el feminismo antipornografía que considera a la pornografía como un símbolo sexista de represión y sometimiento de la mujer, y el feminismo prosexo que considera a la pornografía como una representación de empoderamiento y libertad sexual autónoma de la mujer.
Ante las nuevas escenas feministas y la diversidad de opiniones sobre la pornografía, aparece la revista Playgirl en 1973, consagrándose como la primera revista pornográfica con enfoque feminista (definiendo lo que hoy se conoce como pornografía feminista o female friendly). Playgirl aparece enfocada a las mujeres heterosexuales como una respuesta contrasexista a la revista Playboy, pues se caracterizó por fotografías estilo beefcake de hombres físicamente atractivos (razón por la que un porcentaje considerable de sus consumidores son hombres gay) y, ocasionalmente, fotografías de escenas hardcore que eran más sensibles al gusto femenino, pues enfatizaban el erotismo y otros elementos sensuales que contrastaban con la burda pornografía de publicaciones como Playboy, Hustler y Penthouse.

#### Pornografía desde 1990-2008

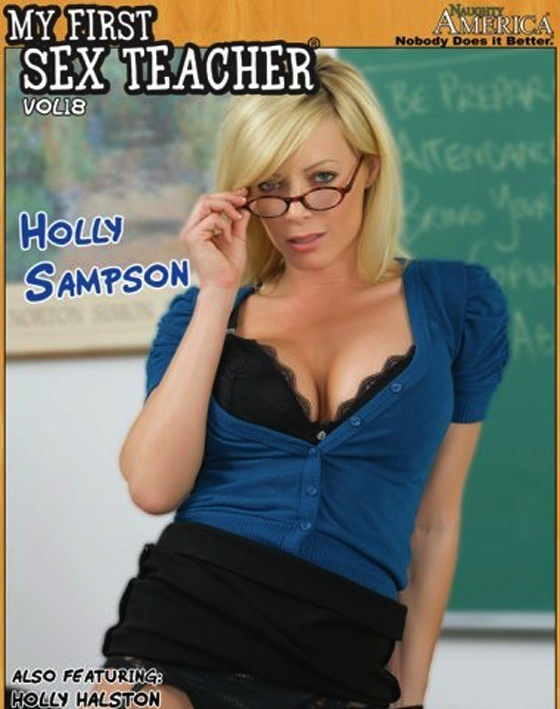
Portada de My First Sex Teacher Vol. 18.

A mediados de los años 1990, aparece la pornografía en formato DVD, permitiendo una distribución mayor de material erótico. Entre 1995 y 2000, varias empresas productoras de pornografía se incorporan a Internet y abren los sitios oficiales de sus marcas, tales como la revista Playboy en 1994 y la revista Hustler en 1995. Ese mismo año, se incorpora al alcance de Internet el servicio de videoconferencia que hizo posible la capitalización de live cams y servicios de cyber sex. El anonimato, la accesibilidad y la asequibilidad convirtieron a Internet en un depósito incomprable de pornografía a partir de los años 2000, permitiendo el acceso a sus usuarios a contenido, videos, fotografías, juegos y servicios como sex cams y hookups, aunque también permitió un alcance anónimo de pornografía de carácter ilegal.
A finales de los años 1990, la actriz Jenna Jameson es consagrada como The Queen of Porn (La Reina del Porno). Jameson se convirtió en la imagen de la industria de la pornografía con una carrera de quince años (1993-2008) que la colocó como la actriz pornográfica más famosa con más de 100 películas que incluyen: Up and Cummers 11 (1994), Flashpoint (1998), Virtual Sex with Jenna Jameson (1999) y Brianna Loves Jenna (2001). La película pornográfica más vendida de la historia es la sex tape de Pamela Anderson y Tommy Lee.

#### La pornografía en Internet
Los sitios públicos de video host Pornhub, RedTube y YouPorn aparecen en la segunda mitad de los años 2000, actualmente marcas administradas por la compañía de inteligencia informática Manwin Media (MindGeek). Manwin Media es la compañía más grande de pornografía en línea en el mundo con estudios pornográficos como Brazzers, Men.com, Digital Playground, Reality Kings, Mofos, JuicyBoys y Tranny Surprise, además de páginas de video sharing que se mencionan abajo. Los estudios en línea de pornografía registran, actualmente, sus ventas en suscripciones y membresías de acceso garantizado, además de que la mayoría incorporan tiendas en línea que ofrecen las producciones propias de la compañía en formato DVD o Blu-ray, además de juguetes sexuales, ropa, memorabilia, etc. La gran mayoría de los estudios pornográficos incorporan la tecnología HD para la filmación de sus producciones, además de publicitarse en sitios de video host y servicios de citas en línea y hookups. Sitios como Vimeo y Tumblr, por sus términos de contenido no tan estrictos, permiten la circulación de pornografía en sus sitios, a pesar de no ser sitios pornográficos, lo que denota una nueva cultura (Generación XXX) acostumbrada a la pornografía.
La distribución de estas películas por Internet se desarrolló a partir, aproximadamente, de 2008. Primero por membresía, después por venta o alquiler de copias digitales (archivos). Pronto se crearon plataformas como Pornhub, RedTube, YouPorn y Tube8, entre otros.

## Tipos de pornografía
Aunque pueden realizarse varias clasificaciones según los participantes, la temática o las posturas, una forma muy extendida de agrupar los géneros pornográficos es de menos a más explícito (ya sean las posturas de pose o las acciones representadas). De esta manera estarían:

### Softcore
Es el género pornográfico en el que las escenas de sexo no se muestran de forma explícita. En el cine y la televisión, en particular, no incluye primeros planos de genitales (masculinos ni femeninos) y tampoco muestra en detalle penetraciones y felaciones. Los actores o modelos suelen tapar una parte de sus cuerpos. Este género lo han practicado y practican muchas mujeres y hombres más o menos famosos, como Demi Moore en la película Striptease. También se emplea en la publicidad, aunque este uso ha sido criticado por organizaciones feministas.

### Hardcore
Es el género pornográfico más extremo, pues muestra explícitamente el acto sexual, ya sea vaginal, anal u oral, o con aparatos o cualquier otro tipo de utensilios.
Este tipo de pornografía se subdivide según la orientación sexual: heterosexual, homosexual (masculino o femenino) y bisexual. Las primeras películas pornográficas y la gran mayoría de las películas actuales son heterosexuales; las películas homosexuales son las segundas más vendidas y producidas. Existe también la variante del género transexual y la zoofilia (actos sexuales con animales).

### Mediumcoreo pornografía convencional
Es aquella donde los modelos enseñan la totalidad del cuerpo en posturas más o menos provocativas.
Las famosas revistas Playboy o Penthouse son quizá los ejemplos más conocidos de este tipo de pornografía. Pese a existir clasificaciones que las colocan en el apartado anterior.

### Posporno
El postporno o posporno busca deliberadamente subvertir las reglas del porno tradicional (y, con ello, de los modelos de sexualidad que lo sustentan) con fines políticos (servir de medio a la articulación de otras sexualidades posibles, ajenas a los cánones hegemónicos).
El concepto «postporno» fue introducido por el fotógrafo erótico Wink van Kempen y popularizado por la activista, trabajadora sexual y artista Annie Sprinkle. Se desarrolla en la década de los 90 en EE. UU. y Canadá conectado con el activismo queer y el posfeminismo.Según la socióloga Sam Bourcier, el postporno abarca una serie de discursos que rompen con el régimen hegemónico de representación de la sexualidad y sobre lo que es una imagen pornográfica, lo que es el género, y todo lo que, en definitiva, se plantea el transfeminismo.
Es labor de la postpornografía hacer que otras sexualidades y otras prácticas sexuales salten al panorama público y, por tanto, político; su discurso crítico revisa la historia del porno desde el posfeminismo y las luchas homosexuales para ganar un espacio de representación y consumo de la sexualidad y permitir la visibilización de lo otro, antes ausente en la pornografía. El postporno, comprendido como representación propia del movimiento queer, alberga en su centro dinámicas de empoderamiento, en estrecha relación con estrategias de apropiación; es toma de poder en sí mismo, pero también representación de apropiaciones posibles y creador por tanto de realidades disidentes del discurso normativo.

## Pornografía infantil
Se denomina pornografía infantil a toda representación de menores de edad de cualquier sexo en conductas sexualmente explícitas. Puede tratarse de representaciones visuales, descriptivas, como por ejemplo en ficción, o incluso sonoras.
"Pornografía" es un término difícil de delimitar, sin embargo cuando se trata de pornografía infantil, esta se encuentra expresamente definida en el protocolo facultativo de la Convención sobre los Derechos del Niño de la Organización de las Naciones Unidas en los siguientes términos:

Artículo 2
A los efectos del presente Protocolo:
c) Por pornografía infantil se entiende toda representación, por cualquier medio, de un niño dedicado a actividades sexuales explícitas, reales o simuladas, o toda representación de las partes genitales de un niño con fines primordialmente sexuales.

Se tipifica como un delito en todas las legislaciones y es sancionado con penas privativas de libertad. 

## Legalidad

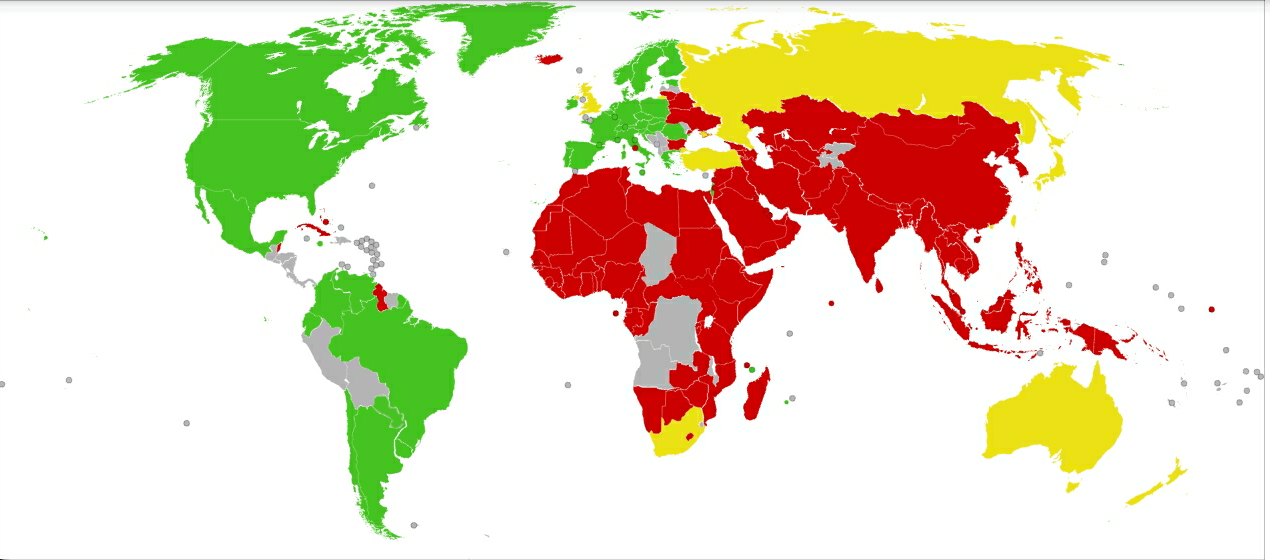
Mapa del mundo de la pornografía (18 +) leyes
La pornografía es legal
La pornografía es legal con algunas restricciones
La pornografía es ilegal
Información no disponible

La situación legal de la pornografía depende de cada país y del tipo de material. En algunos países todas las formas de la pornografía son ilegales, mientras que otros tienen leyes muy liberales sobre la pornografía de adultos. Los actores que participan en películas pornográficas deben ser mayores de edad.
- En Estados Unidos, de hecho casi todo es legal menos la pornografía infantil; desde 2000 ha habido un solo caso de un pornógrafo procesado, Max Hardcore (Paul Little), quien cumplió tres años de prisión por sus películas extremas, en que abundaban actrices maltratadas, actos sexuales extremos, muchas veces con orina, y actrices adultas que fingían ser menores. Las restricciones que se han autoimpuesto las compañías obligan a los actores a someterse a exámenes médicos regularmente a fin de detectar enfermedades de transmisión sexual, sobre todo sida, aunque abundan otras enfermedades como el herpes simple. El condado de Los Ángeles, centro hasta ahora (2016) de la industria porno estadounidense, ha impuesto el uso del preservativo en el rodaje de películas pornográficas; muchas empresas, que creen que películas con preservativos se venden mal, hablan de mudarse. El sexo con animales no se filma, por temor de un proceso; películas con orina o heces provienen de pequeñas compañías especializadas, que no intentan vender sus productos al gran público.
- La pornografía infantil está prohibida en todos los países.[cita requerida]
- Muchas legislaciones restringen la pornografía que muestra actos violentos o con animales.
- En algunos países islámicos, todo tipo de pornografía es ilegal, hasta el punto de que puede afectar incluso a billetes bancarios (por ejemplo, un billete francés que reproducía el conocido cuadro La Libertad guiando al pueblo fue considerado pornográfico en algunos países integristas, ya que en esta obra el personaje central femenino muestra un pecho descubierto).[cita requerida]
- En la República Popular China todas las formas de la pornografía son ilegales.[89] Así como también en Corea del Norte.

## Opiniones sobre la pornografía

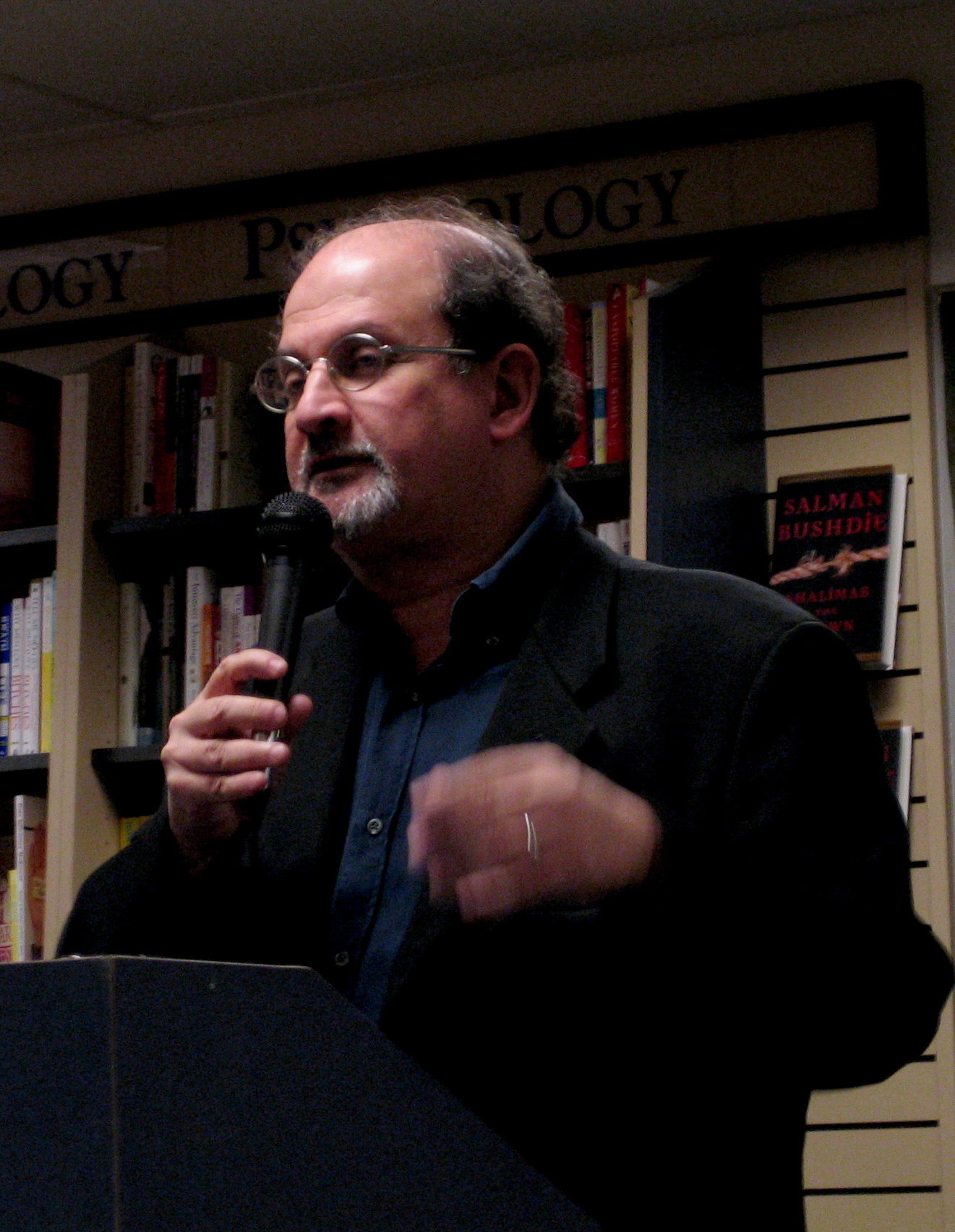
Salman Rushdie defiende la pornografía como indicador de la libertad de expresión.

Actualmente existe una corriente de pensamiento que considera a la pornografía como una nueva forma de arte, que tiene por objeto mostrar la belleza de la sexualidad humana[cita requerida]. Los que sostienen este parecer señalan que muchas formas de arte en un principio fueron menospreciadas, infravaloradas o incomprendidas, como ocurrió con las obras de arte del Postimpresionismo del pintor neerlandés Vincent Van Gogh, al cual nunca se le reconoció ningún valor significativo a sus obras durante su vida. Tanto fue así que incluso una señora de su época usó uno de sus cuadros para tapar un hoyo de su gallinero. Manifiestan que el mundo cambia constantemente y siempre ha cambiado, que cambian los intereses o aparecen nuevos intereses, y cambia el arte y aparecen nuevas formas de arte[cita requerida].
Algunas personas, como el productor de pornografía Larry Flynt y el escritor Salman Rushdie, han argumentado que la pornografía es vital para la libertad y que una sociedad libre y civilizada debe ser juzgada en función de su disposición a aceptar la pornografía. Esta teoría se ve reforzada por el hecho de que muy pocos regímenes dictatoriales permiten o permitieron la pornografía; ya sean estos confesionales, como la España de Francisco Franco, o comunistas, como la Kampuchea Democrática.[cita requerida]
Por otro lado, su existencia provoca un rechazo en determinadas culturas o sectores que poseen principios antagónicos a esta misma. Algunas objeciones que presentan los opositores a la pornografía son las siguientes:
- Puede convertirse en un vicio adictivo pernicioso para el individuo.
- Que es degradante para la mujer. No obstante, este argumento ha perdido algo de fuerza desde que se han comenzado a hacer producciones pornográficas especialmente pensadas para agradar al público femenino. Además, varias actrices de porno norteamericanas han dicho en público que para ellas no es degradante; por otra parte, se defiende que las mujeres deben tener la opción de hacer algo degradante, si está bien pagado [cita requerida].
- Que es utilizada con fines comerciales.
- Que la pornografía explota la libido, erotizando el cerebro.
- Que esta induce a personas sin criterio formado a objetizar al sexo opuesto.
- Que los individuos con pobre formación moral y cultural pueden ser inducidos mediante su lectura o visualización, a explorar sus propias fantasías libidinosas transgrediendo valores éticos y considerándolo ofensivo para las buenas costumbres.
- Que la pornografía solo es para individuos con criterio formado.
- Que desvirtúa el acto sexual como la máxima manifestación del amor.
- Que, siendo una manifestación de angustia sexual, causada por la represión social, desvirtuaría el acto de todo erotismo en la cotidianidad de la vida en pareja, acarreando así la insatisfacción y el deseo por nuevas experiencias.

Si bien la crítica a la pornografía ha sido extrapolada exclusivamente hacia los sectores conservadores o religiosos, esta falsa idea se puede contraargumentar con base en la publicación de múltiples estudios provenientes del mundo académico, y que durante las últimas décadas algunos autores reportan efectos adversos provocados por la pornografía. A su vez, ciertos sectores del feminismo se han mostrado contrarios a la pornografía.
También algunos sectores del plano religioso, tildan a la pornografía de inmoral y consideran que el sexo está reservado para las parejas casadas, y que la proliferación de la pornografía da lugar a un aumento de lo que llaman comportamientos inmorales en la sociedad[cita requerida]. Religiones con amplio número de adeptos en todo el mundo, como el catolicismo condenan la existencia de la pornografía. Por ejemplo, para esta religión el acto sexual debe orientarse a ser una fuente de felicidad mutua que ayude a unir a una pareja heterosexual y que por medio de este acto ocurra la procreación. También el islam y el budismo se presentan como contrarios a la pornografía.
Algunos críticos feministas consideran que la pornografía degrada a las mujeres al utilizarlas como objetos sexuales para el disfrute de los hombres, ya que de hecho, en la gran mayoría de las películas y fotografías el hombre tiene un papel dominante. También la critican por estar en su inmensa mayoría dirigida a un público masculino, generalmente heterosexual, y por lo tanto ofrecer una visión muy unilateral de la sexualidad.
Suele darse un especial rechazo, en relación con la pornografía en su vertiente más dura, como puede ser la que explota el sadismo, el sadomasoquismo, la zoofilia, la pedofilia, la coprofilia o la necrofilia.
Otros estudios que han resaltado las consecuencias negativas de la pornografía son los siguientes:
- Los profesores Dolf Zillman de la Universidad de Indiana y Jennings Bryant de la Universidad de Houston encontraron que la exposición repetida a la pornografía tiene como resultado una satisfacción disminuida con la pareja, una disminución en la valoración de la fidelidad y un aumento mayor en la importancia del sexo sin compromiso.

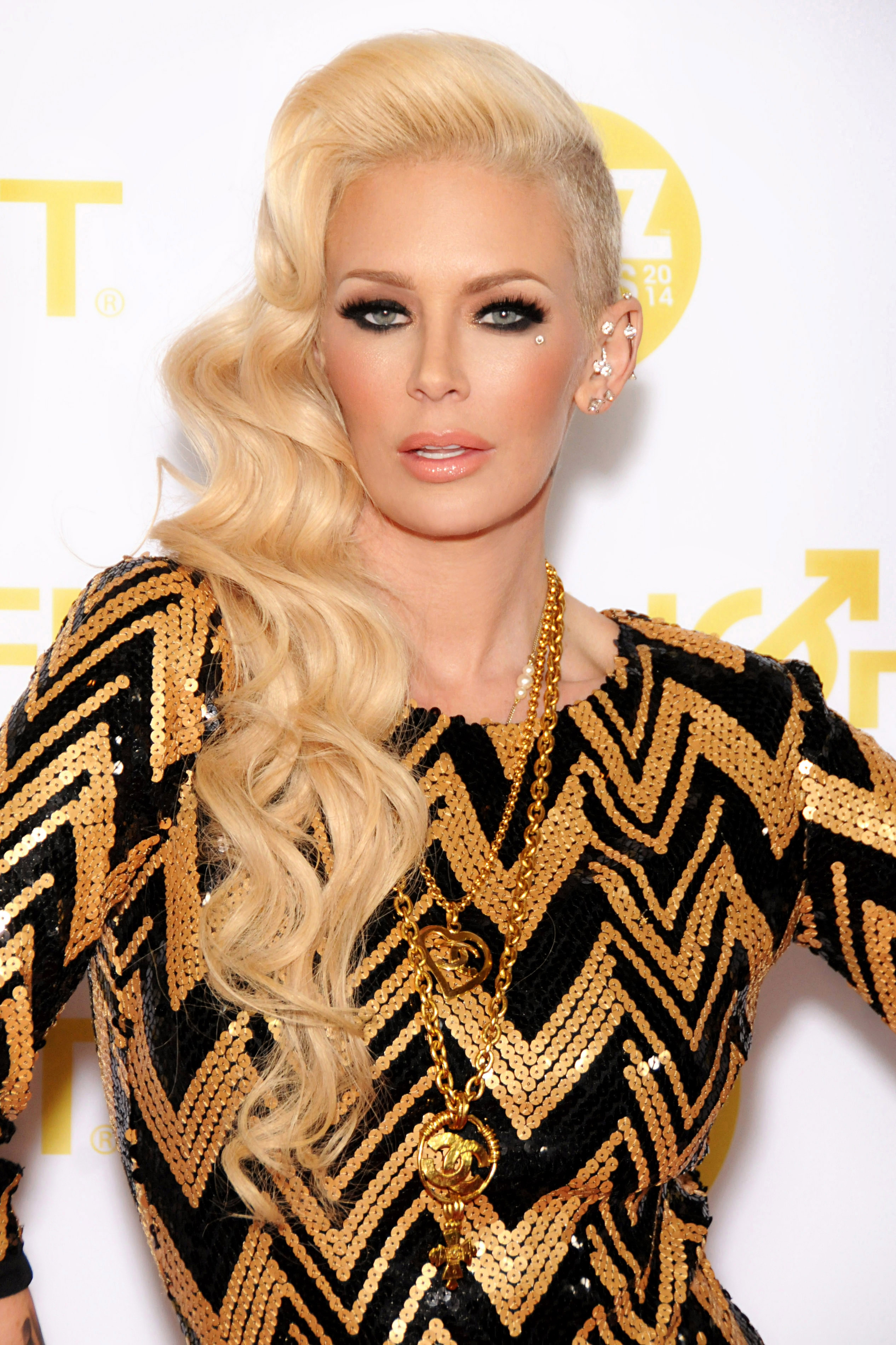
Jenna Jameson, la Reina del Porno. Con más de 200 películas, es la actriz porno con más éxito de la historia.

- Un estudio realizado por el doctor Reo Christensen[100] de la Universidad de Miami en Oxford, Ohio, encontró que la pornografía deja la impresión en los espectadores de que el sexo no tiene relación con la intimidad; que no está relacionado con el amor, el compromiso o el matrimonio; que formas extrañas del sexo dan la mayor satisfacción (como zoofilia) y que el sexo irresponsable no tiene consecuencias adversas.

- Además, en una serie de estudios efectuados por los doctores Elizabeth Oddone-Paolucci y Mark Genuis de la Fundación Nacional para la Investigación sobre la Familia y la Educación (National Foundation for Family Research and Education), así como el doctor Claudio Violato de la Universidad de Calgary, se observaron numerosos cambios en las percepciones con respecto a la sexualidad y la conducta sexual después de exponer repetidamente voluntarios a la pornografía (es decir, seis sesiones semanales de 1 hora). Estos incluyen la trivialización de la violación como una ofensa criminal, el aumento de la insensibilidad hacia la sexualidad femenina y el descontento con las relaciones sexuales.

En cambio, algunos otros estudios han demostrado la inexistencia de un vínculo entre la pornografía y la violencia sexual. Es el caso del estudio sociológico del investigador canadiense Simon Louis Lajeunesse, profesor asociado de la Universidad de Montreal, quien después de investigar el tema durante dos años llegó a la conclusión de que para la mayoría de los usuarios se trata, más bien, de satisfacer una fantasía marginal debido a su monosexualidad (expresión original del filósofo francés Michel Foucault) y que sería abusivo extrapolar casos patológicos. Los hallazgos de su estudio fueron, en resumen, los siguientes:
- De todos los entrevistados (un total de dos mil estudiantes universitarios, sobre todo mujeres), un grupo de 20, todos heterosexuales, aceptaron hablar de sus hábitos de ver pornografía.
- Todos los entrevistados indicaron que buscaban pornografía en Internet.
- Prácticamente todos los varones miran videos pornográficos, pero eso no afecta sus relaciones con las mujeres ni tampoco su comportamiento sexual. Por ejemplo, los varones que miran pornografía no son, en realidad, más violentos sexualmente que quienes no los miran.
- Una diferencia significativa fue que los solteros consumían dos veces más pornografía (tres sesiones de 42 minutos por semana, en promedio) que quienes vivían en pareja (1.7 sesiones de 27 minutos, en promedio).
- Solteros o no, casi todos ven pornografía en solitario, y no desean compartir ese momento íntimo con ninguna otra persona, ni siquiera con su pareja.
- Algunos de los usuarios de pornografía la integran en un programa más amplio.
- Otro de los comportamientos frecuentes es el de que los varones suelen seleccionar las escenas que les gustan y oprimen el botón de "avance rápido" (FFWW) en las que les disgustan o que no les interesan. Se trata, en este último caso, de escenas de violencia o, también, de eyaculaciones colectivas, que los usuarios consideraron muchas veces "repugnantes".
- Los varones buscan en la pornografía fantasías que ya habían tenido cuando tuvieron su primer encuentro sexual, en general alrededor de los 12 años de edad. Sin embargo, su "guion" se desvanece al toparse con la realidad.
- En opinión del autor del estudio, los varones separan claramente sus fantasías de la vida real.[101][102]
- Tanto la hipótesis del espejo (la suposición de que las personas consumidoras de pornografía desearán llevar a cabo, en la vida real, lo que vieron en pantalla) como la hipótesis de la catarsis (que indica que la pornografía libra a los usuarios de algunas pulsiones y "purifica" al espectador) pueden ser objetadas.

Hoy en día se suele culpar a la falta de regulación de los sitios pornográficos. Aunque en teoría están prohibidas a los menores de 18 años, las medidas de control son muy insuficientes. En los países occidentales, hasta el 50% de los pequeños entre 11 y 13 años ha visto pornografía en internet.

### Opiniones feministas
Así como sucede con la prostitución, el feminismo tiene opiniones divididas con respecto a la pornografía, dicho debate se enmarca en los debates feministas sobre la sexualidad que comienzan con la década del 1980.
Una corriente, llamada abolicionista y representada por Catharine Mackinnon y Andrea Dworkin, va a utilizar la pornografía como modelo para explicar la opresión política y sexual de las mujeres. Bajo el eslogan de Robin Morgan «la pornografía es la teoría, la violación la práctica», condenan la representación de la sexualidad femenina llevada a cabo por los medios de comunicación como una forma de promoción de la violencia de género, de la sumisión sexual y política de las mujeres.
La otra corriente, denominada prosexo y de la cual Ellen Willis es una de las pioneras, critica la complicidad del feminismo abolicionista con las estructuras patriarcales que reprimen y controlan el cuerpo de las mujeres en la sociedad heterosexual. Para Willis, las feministas abolicionistas devuelven al Estado el poder de regular la representación de la sexualidad, concediendo doble poder a una institución ancestral de origen patriarcal. Los resultados del movimiento antipornografía en Canadá resultaron, según Beatriz Preciado, en censura contra películas y publicaciones procedentes de sexualidades minoritarias, especialmente las representaciones lesbianas (por la presencia de consoladores.) y las lesbianas sadomasoquistas (que la comisión estatal consideraba vejatorias para las mujeres), mientras que las representaciones estereotipadas de la mujer en el porno heterosexual no resultaron censuradas.

## Reducción de ventas
En años recientes, la producción mundial de pornografía se ha visto duramente afectada por el problema de las copias no autorizadas en línea, que han puesto el porno al alcance de muchos a un costo extremadamente reducido. En sitios de video en línea como (YouPorn, RedTube), servicios de alojamiento de archivos (RapidShare, Mega), redes p2p (BitTorrent, MLDonkey), y otros sitios los usuarios pueden ver o descargar todo tipo de filmes pornos, desde pequeños fragmentos de 10 minutos de duración, hasta películas completas de 1 hora o más, de forma completamente gratuita, lo que ha ocasionado enormes pérdidas financieras a la industria.[cita requerida]
En Estados Unidos, el principal productor mundial de porno, las principales empresas han registrado descensos en sus ganancias de entre 25 % y 40 %. A fines de 2010 corrían rumores de que los estudios más importantes se habían visto obligados a despedir a numerosos actores y actrices y a disminuir su producción, mientras que los estudios más pequeños habían desaparecido. En Europa la situación parece ser similar.
En América Latina, las copias no autorizadas de dichos materiales ha tenido efectos significativos en Brasil y Argentina, los dos principales países productores del género en la región. En el primero, la empresa Brasileirinhas admitió en 2008 que sus ventas habían caído considerablemente, aunque sin mencionar números, mientras que 100% Vídeo, la principal cadena de videoclubes del país, decidió retirar los DVD pornos de sus estanterías, debido a la escasez de demanda de los clientes. En Argentina, en tanto, de las dos empresas productoras que existían en 2009, una cesó sus actividades y la otra se encuentra a punto de cerrar.
Existen también otros motivos, aparte de las copias no autorizadas, que han provocado la crisis de la industria pornográfica: por una parte, la proliferación de pequeños productores, autónomos en algunos casos, y las grabaciones de particulares, con escaso o ningún ánimo de lucro, colgadas en internet. Ambos casos están relacionados con las facilidades de grabación, edición y distribución que permiten los medios digitales.